# Art de l'antiga Grècia

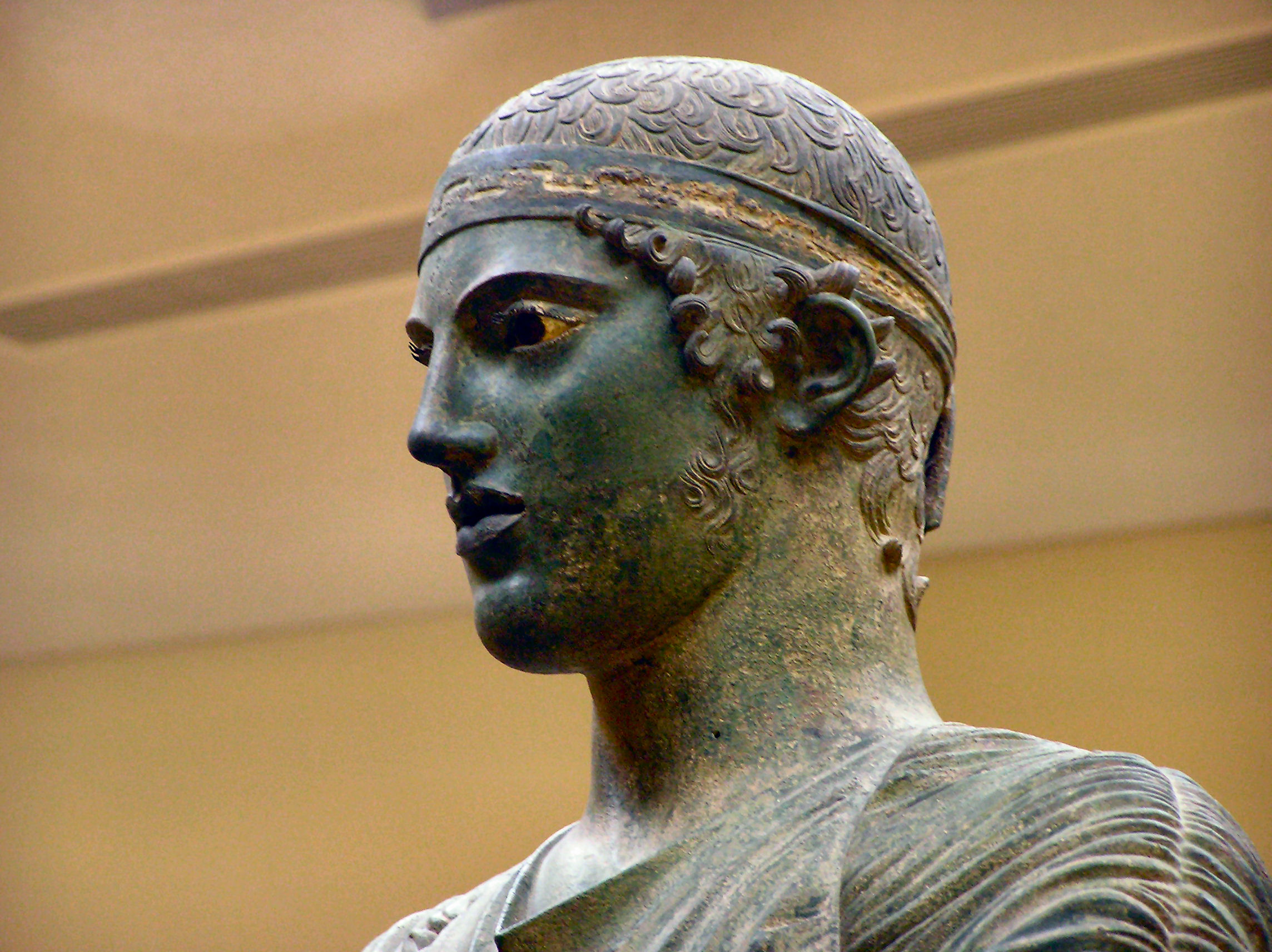
Detall de lAuriga de Delfos, escultura de bronze c. 474 aC.

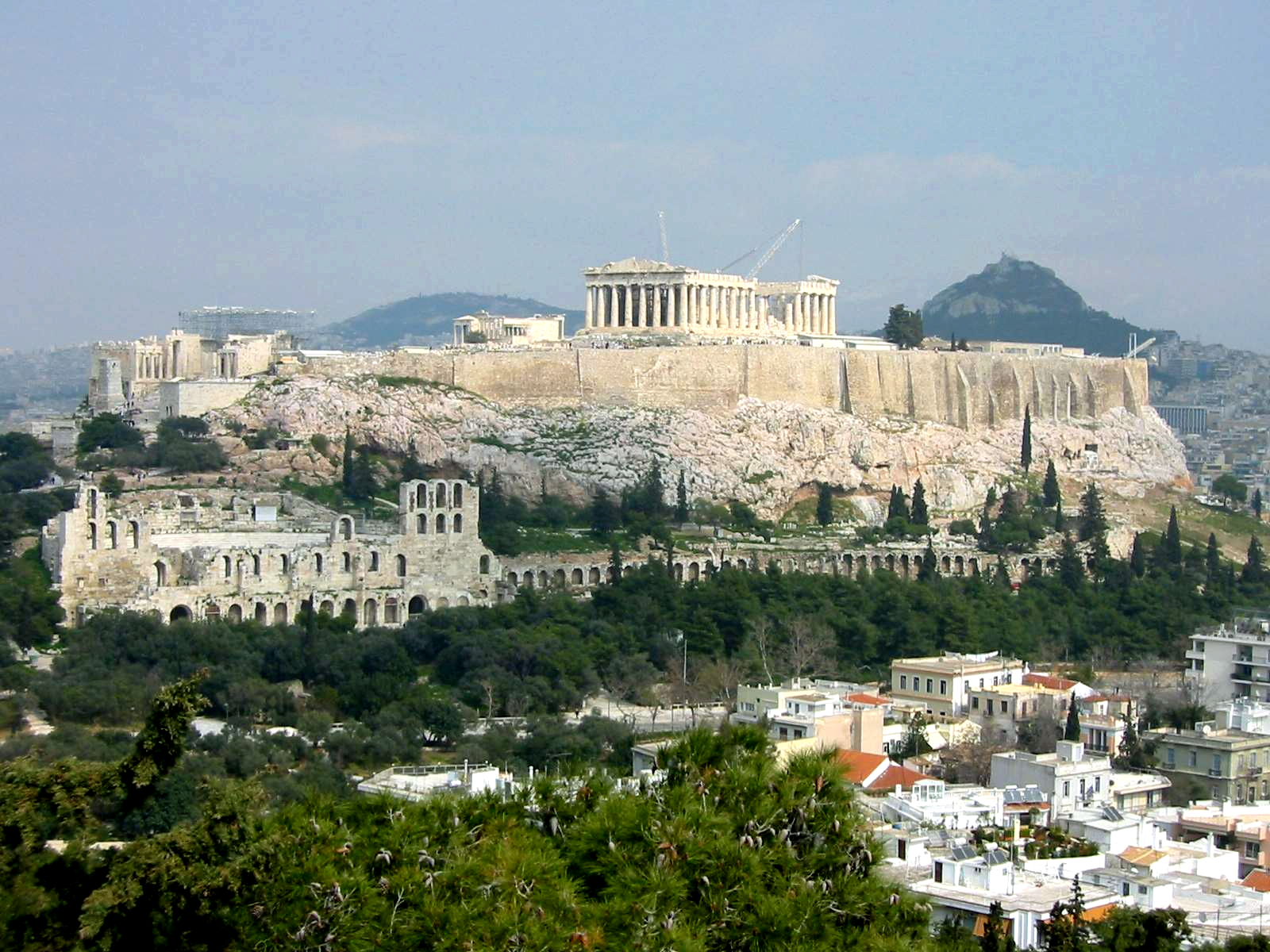
Imatge de l'Acròpoli d'Atenes, coronada pel Partenó.

L'art de l'antiga Grècia és l'estil elaborat pels antics artistes grecs, caracteritzat per la recerca de la «bellesa ideal», recreant el «món ideal» del model platònic, o mitjançant la «imitació de la natura» en el sentit de la mimesi aristotèlica.
La cultura desenvolupada pels antics grecs estableix els fonaments de la cultura occidental. D'aquesta, van sorgir els conceptes i principis de l'art, la filosofia i el saber posterior. L'art grec s'inicia de manera autònoma al final de la civilització micènica, prop del 1100 aC.
Els historiadors d'art defineixen, en general, l'art grec antic com l'art produït a la regió de llengua grega entre el segle x aC i el segle i i n'exclouen, en general, l'art de les civilitzacions minoica i micènica, que existia entre el segle xv aC i el segle XII aC; encara que s'hagi tractat de cultures que parlaven el grec, no existeix continuïtat —o n'existeix molt poca— entre l'art d'aquestes civilitzacions i l'art grec posterior. En lloc de les representacions vegetals naturalistes de l'època micènica, apareixen els dissenys amb línies geomètriques i només més tard es torna a la representació d'animals i persones amb formes esquemàtiques. Es va passar per diversos períodes, copiant-se d'anteriors civilitzacions d'Egipte i Mesopotàmia, però sempre amb creacions noves.
L'Acròpoli d'Atenes és l'acròpoli grega més important. Una gran part dels edificis arquitectònics de què consta es van edificar durant l'època de Pèricles (499-429 aC).
Els pintors i els escultors grecs van adquirir la seva tècnica per l'aprenentatge, sovint iniciats pel seu pare i protegits per rics mecenes. Encara que alguns van ser cèlebres i admirats, no tenien el mateix estatut social que els poetes o els dramaturgs de la mateixa època. Fou des del període hel·lenístic, després del 320 aC, quan els artistes van començar a ser reconeguts com una categoria social de ple dret.

## Períodes

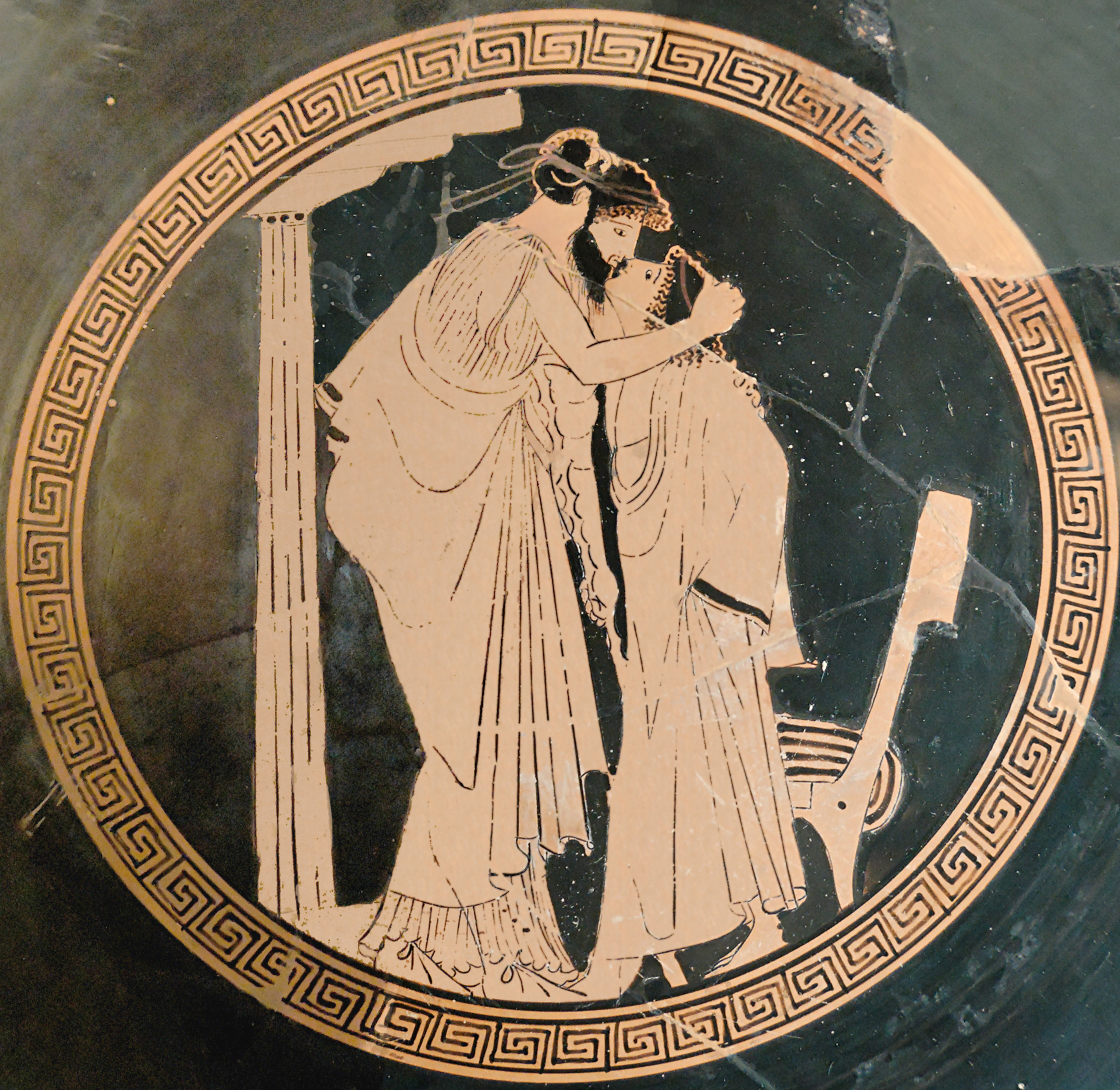
Kylix àtic que representa un amant (ἐραστής) besant el seu amat (ἐρώμενος). Les representacions d'escenes pederàstiques són abundants en l'art grec.

L'art de l'antiga Grècia es divideix estilísticament en quatre períodes:
- Geomètric
- Arcaic
- Clàssic
- Hel·lenístic

L'art geomètric es data entorn de l'any 1000 aC, encara que es coneix poc sobre l'art grec durant els 200 anys precedents (tradicionalment conegut com a edat fosca grega); el període del segle vii aC va atestar el lent desenvolupament de l'estil arcaic segons s'observa en l'estil de pintura de «figura negra». L'inici de les guerres mèdiques marcarà el final del període arcaic i el començament del clàssic; el regnat d'Alexandre el Gran (336 aC a 323 aC) és pres com la separació entre l'art clàssic i l'hel·lenístic.
De fet, no hi va haver cap transició radical entre un període i l'altre. Les diverses formes d'art van evolucionar a ritmes diferents en diversos llocs del món grec i, com en qualsevol època, alguns artistes van elaborar estils més innovadors.

## Vestigis

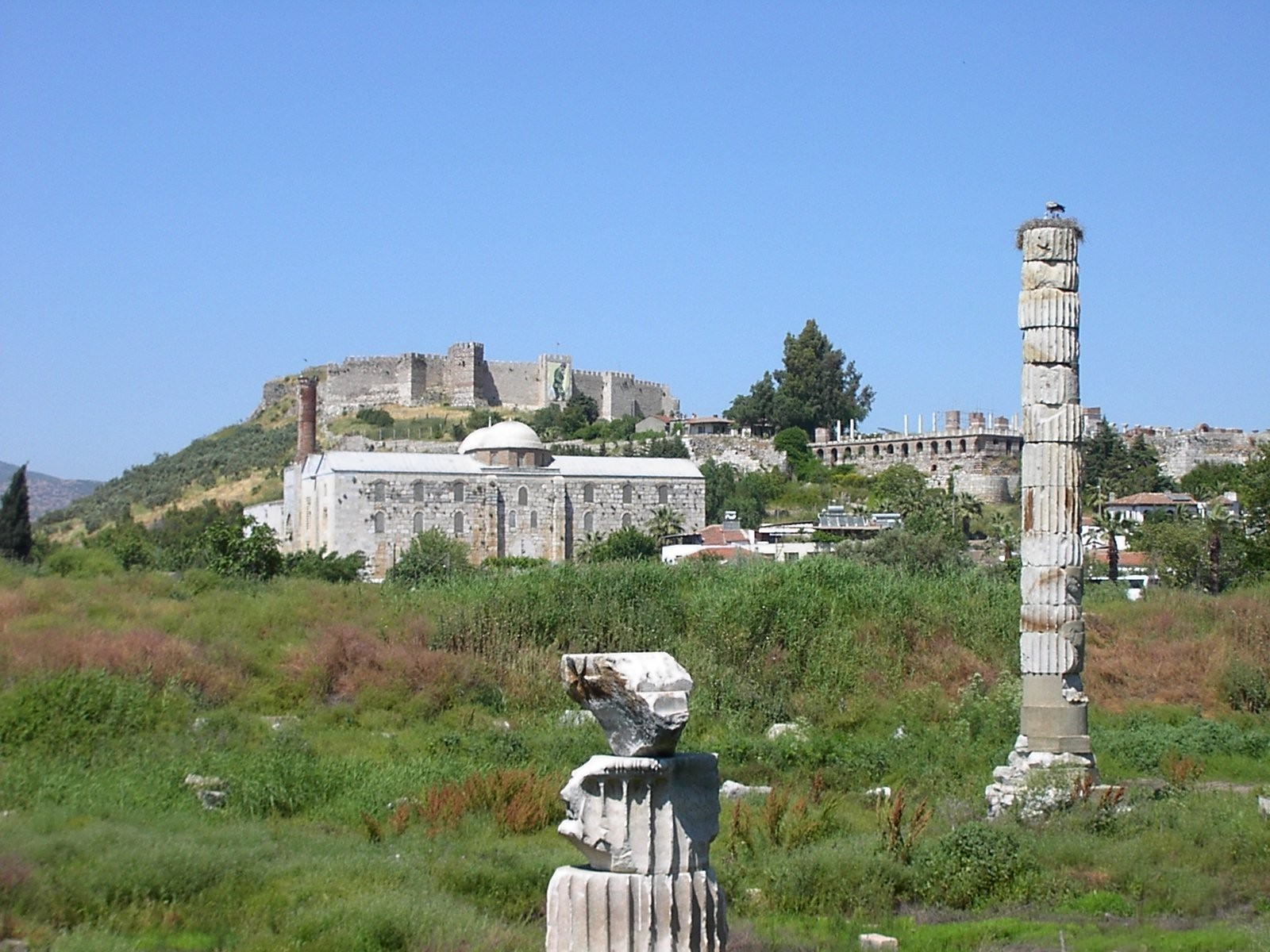
Ruïnes del Temple d'Àrtemis a Efes.

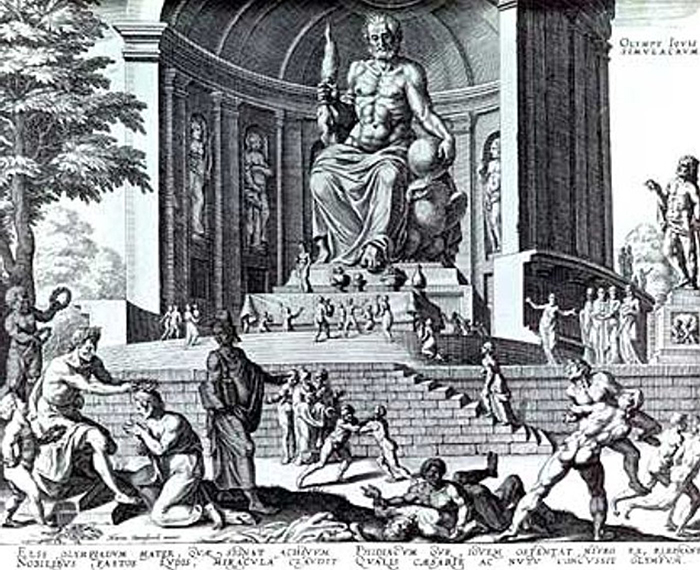
Gravat de l'estàtua de Zeus a Olímpia. L'escultor grec Fídies va crear l'estàtua de Zeus (d'uns 12 metres d'alçada) vora el 435 aC.

L'art antic grec ha perdurat en la forma d'escultures i arquitectura; també en arts menors, com el disseny de monedes, el gravat de terrisseria i gemmes. Els grecs, com la majoria de les cultures europees, van considerar la pintura com una de les formes més altes d'art. El pintor Polignot de Tassos, que va treballar al segle v aC, va ser considerat per alguns grecs d'igual manera com actualment es recorda Leonardo o Miquel Àngel; els seus treballs van ser admirats fins i tot 600 anys després de la seva mort; tanmateix, cap obra o còpia no n'ha perdurat.
Els pintors grecs van treballar en general amb plafons de fusta, que s'espatllaven ràpidament (després del segle iv aC), quan no eren ben protegits. Avui no queda quasi cap peça de pintura grega, excepte algunes restes de pintures en terracota i d'algunes pintures a les parets de tombes, sobretot a Macedònia i Itàlia. De les obres mestres de la pintura grega, només tenim algunes còpies realitzades en èpoques romanes, la majoria en són d'una qualitat inferior. Les pintures en ceràmica, de la qual han sobreviscut moltes peces, sobretot d'estil arcaic, donen un cert sentit de l'estètica a la pintura grega.
Totes les escultures i obres d'arquitectura que ha perdurat només són una petita mostra de la immensa col·lecció d'obres gregues. Moltes escultures de déus pagans van ser destruïdes durant l'era cristiana. Desgraciadament, quan es crema el marbre es produeix la calç, i aquest va ser el destí de moltes obres de marbre gregues durant l'edat mitjana. Durant aquest mateix període, a causa de l'escassetat de metalls, la majoria de les estàtues de bronze foren foses.
La gran majoria d'edificis grecs no han perdurat, per diverses raons: van ser destruïts en guerres, saquejats per obtenir materials de construcció o abatuts per terratrèmols. Només perduren uns quants temples, com ara el Partenó i el temple d'Hefest a Atenes. De les quatre meravelles del món creades pels grecs cap no ha perdurat:
- L'estàtua de Zeus a Olímpia.
- El Temple d'Àrtemis a Efes.
- El Colós de Rodes.
- El Far d'Alexandria.

Des de l'estil arcaic de l'art grec les ceràmiques pintades i les escultures són quasi les úniques formes d'art que han perdurat. La pintura era en els seus inicis durant aquell període, i cap exemple n'ha perdurat.

## Arquitectura

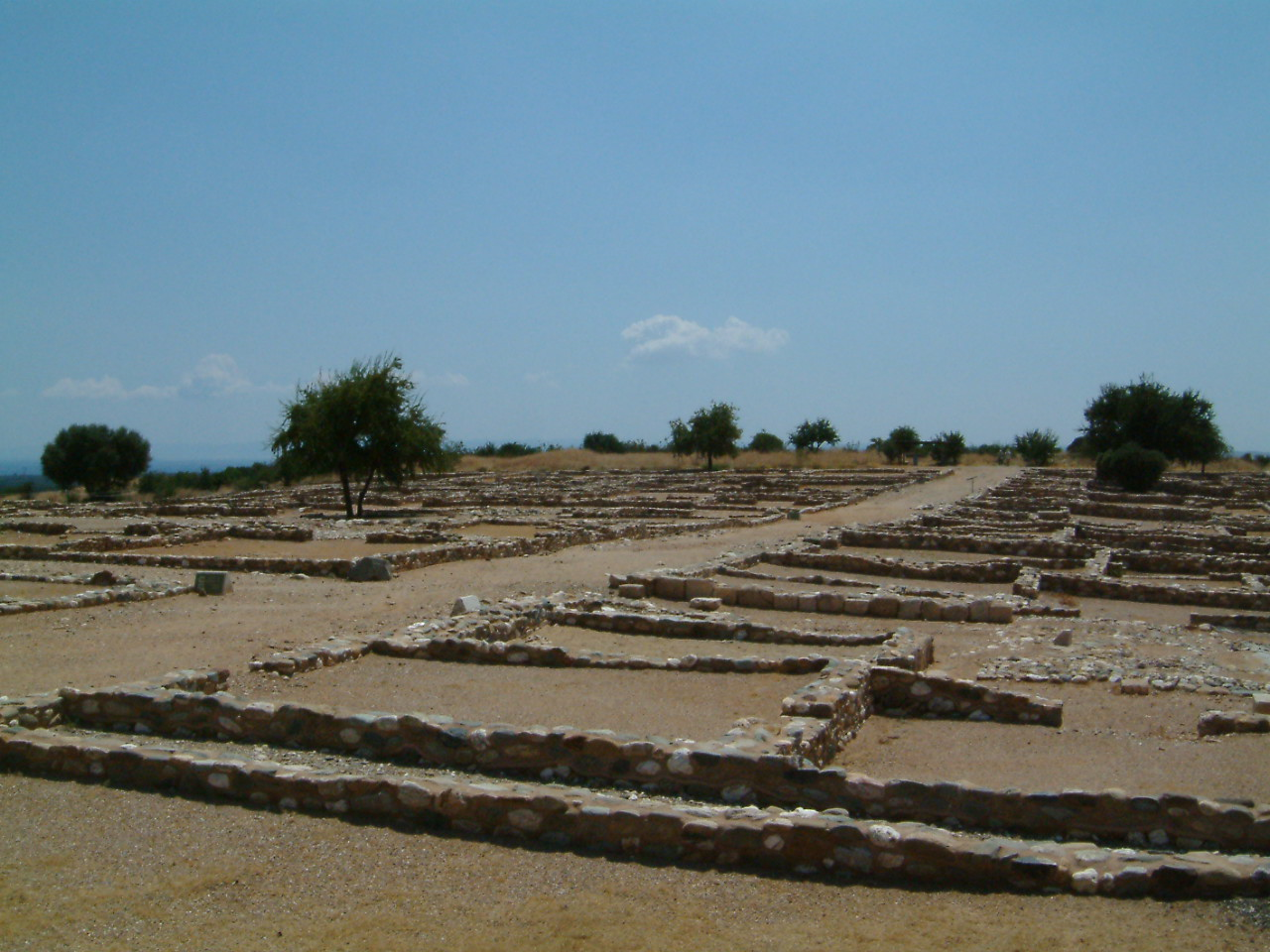
Restes reconstruïdes de la ciutat antiga d'Olint, Grècia (turó septentrional de la ciutat antiga). Disposició de la ciutat carrers i blocs rectangulars de l'habitatge visible.

L'arquitectura va prosperar a Grècia al final del període micènic (del segle XII aC fins al segle vii aC). Tanmateix, com que la majoria de les construccions dels períodes arcaics i del principi del clàssic eren de fusta o de maons, ara no en roman res a part d'alguns fonaments. A més a més, no hi ha quasi fonts escrites sobre l'arquitectura més antiga o sobre la descripció d'edificis. La major part dels coneixements sobre arquitectura grega procedeix d'algunes restes de construccions de les èpoques clàssica, hel·lenística o romana (atès que l'arquitectura romana va copiar molt de la grega). Els temples són les úniques construccions que van sobreviure en gran nombre. Les excavacions d'Olint van posar al descobert més d'un centenar de cases, del segle v aC i primera meitat del IV aC, la majoria d'un sol pis i de planta quadrada i amb un pati amb habitacions connectades entre si.

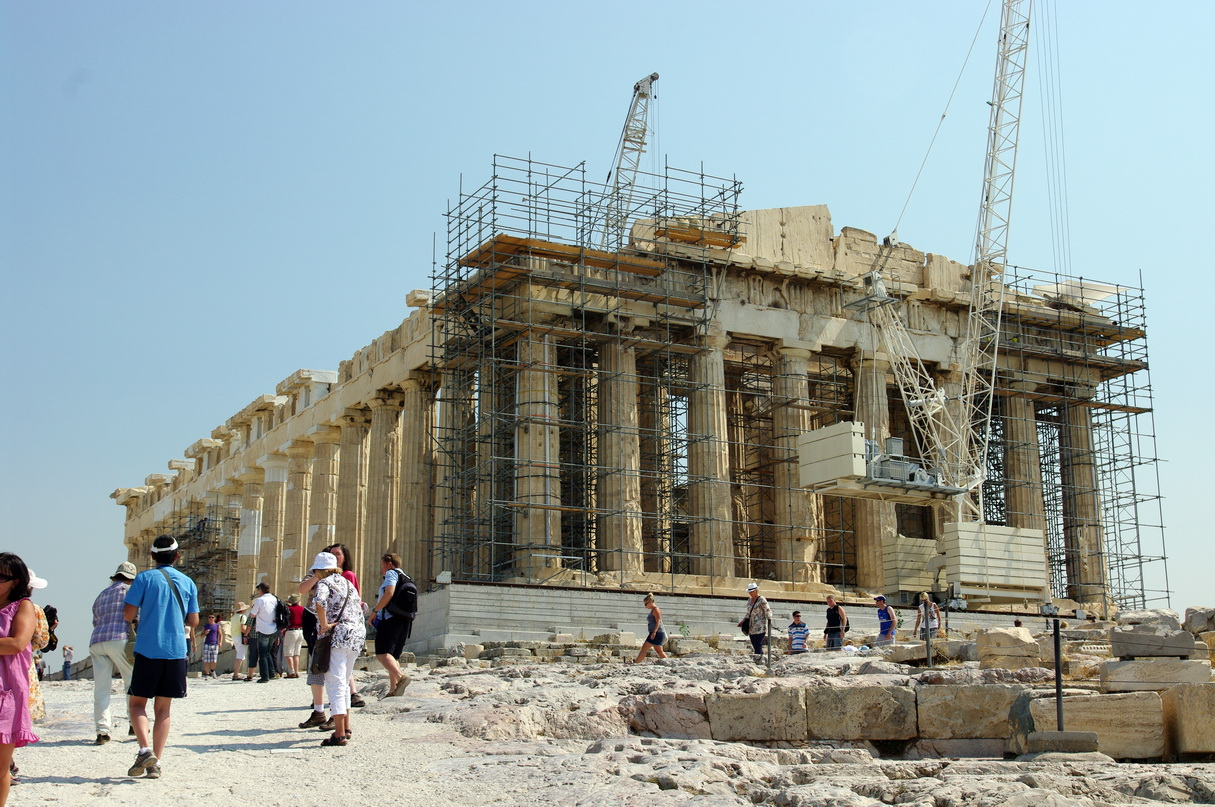
Façana del Partenó a l'Acròpoli d'Atenes.

L'arquitectura, com la pintura i l'escultura, no es considerava un art, en el sentit modern, pels grecs antics. L'arquitecte era un artesà, contractat per l'estat o un ric client privat. No hi havia distinció entre l'arquitecte i l'empresari. L'arquitecte feia els plànols de l'edifici, contractava els treballadors i els artesans per construir-lo i era responsable tant del pressupost com dels terminis de lliurament. No tenia l'elevat nivell social que tenen els arquitectes avui en dia. Els noms dels arquitectes ni tan sols es coneixen abans del segle v aC. Un arquitecte com Ictinos, que va dissenyar el Partenó, i que es consideraria avui un geni, va ser considerat tota la seva vida com un bon artesà, res més.
L'estil típic de les construccions gregues es coneix molt bé gràcies a alguns vestigis com el Partenó i, encara més, gràcies als edificis romans construïts parcialment sobre models grecs, com el Panteó de Roma. L'edifici era un cub, o un paral·lelepípede, fet de pedra calcària, abundant a Grècia, que es tallava en amplis blocs abans d'utilitzar-se. El marbre era un material força costós a Grècia; els marbres de bona qualitat venien principalment del mont Pentèlic, al nord de l'Àtica, o d'algunes illes com Paros, i el seu transport en grans blocs era difícil. S'utilitzava per a les escultures decoratives; però per a les estructures, només per als grans edificis de l'era clàssica. Els blocs de pedra es treballaven abans de col·locar-los, així com les parts de les columnes i l'estriació, fins i tot moltes vegades es numeraven les peces per saber el seu lloc exacte en el moment de la construcció.

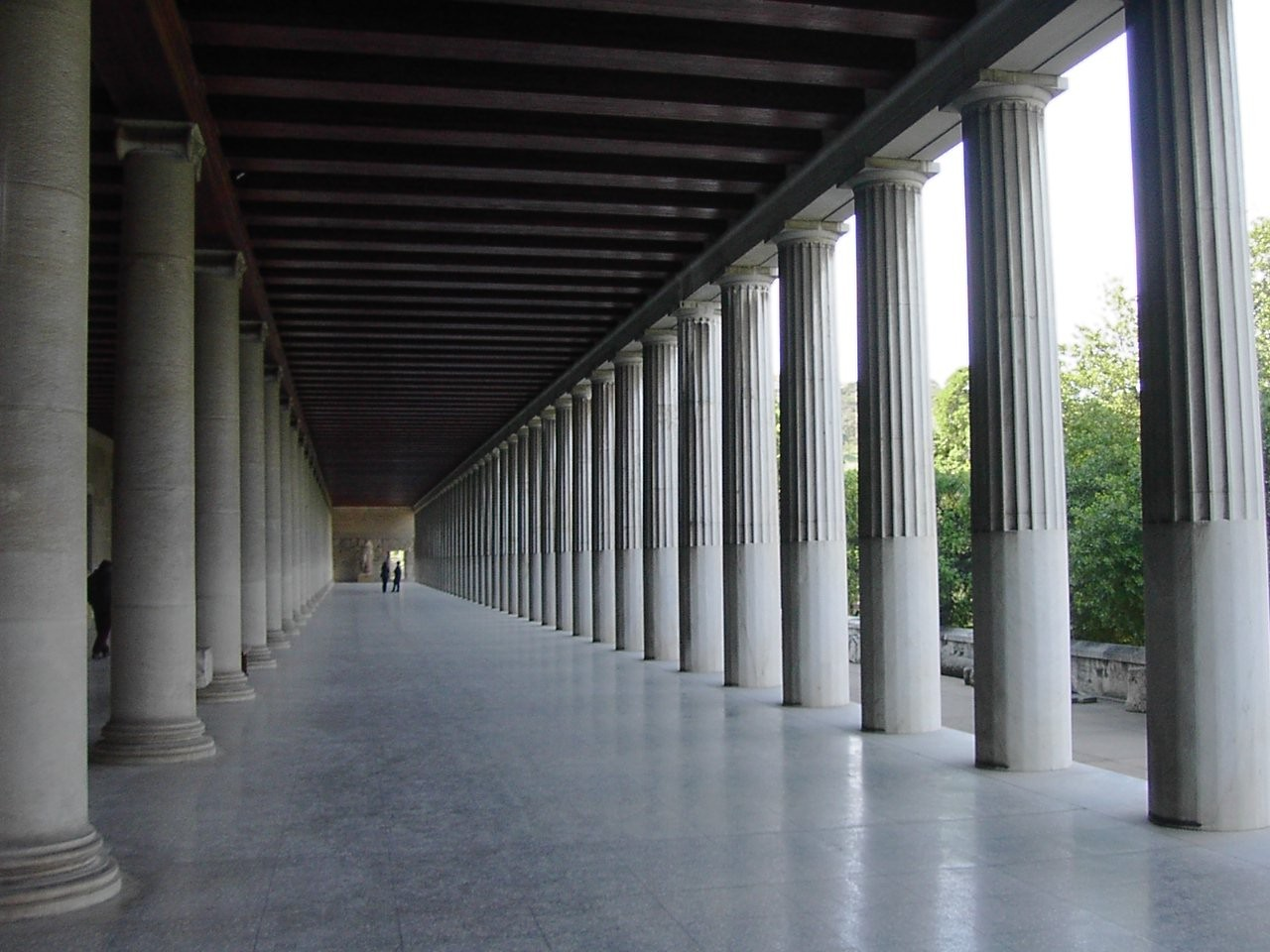
Stoà d'Àtal reconstruïda a Atenes.

El cub o el paral·lelepípede de base sovint es flanquejava d'una columnata sobre els dos o els quatre costats; és el cas del Partenó. A vegades, els edificis cúbics tenien un pòrtic a l'entrada, com més tard es va fer al Panteó. Els grecs coneixien el principi de l'arc d'obra, però l'utilitzaven poc, ja que col·locaven poques cúpules sobre els edificis. Cobrien els edificis amb bigues de fusta recobertes de teules de terrissa cuita, o a vegades de marbre. La baixa altura dels sostres grecs produïa una forma triangular a cada extremitat dels edificis, el frontó, que sovint es decorava amb escultures. Sobre els costats de l'edifici, entre la part alta de les columnes i el sostre, es trobava una filera de blocs anomenat arquitrau a les superfícies dels quals s'aplicaven sovint escultures a l'anomenat fris, que s'alternaven amb les mètopes i els tríglifs. Cap edifici grec va conservar intactes aquestes escultures, però es poden veure en les còpies modernes de temples grecs com a l'Acadèmia Nacional Grega d'Atenes.
El temple era la forma més comuna i la més coneguda de les arquitectures gregues. Alguns temples tenien l'altar d'un déu o d'una dea, als quals estava dedicat, però molts altres tenien altres funcions. Alguns servien de refugi per al tresor associat al culte del déu, com per exemple, una estàtua d'aquest déu, i acollien també les ofrenes dels seus devots. La part interior del temple servia també de cambra forta i dipòsit. L'arquitectura religiosa es va desenvolupar a l'Hèl·lade com a la Magna Grècia. L'arquitecte Libon d'Élide va ser el constructor del temple de Zeus a Olímpia cap a 470-456 aC.

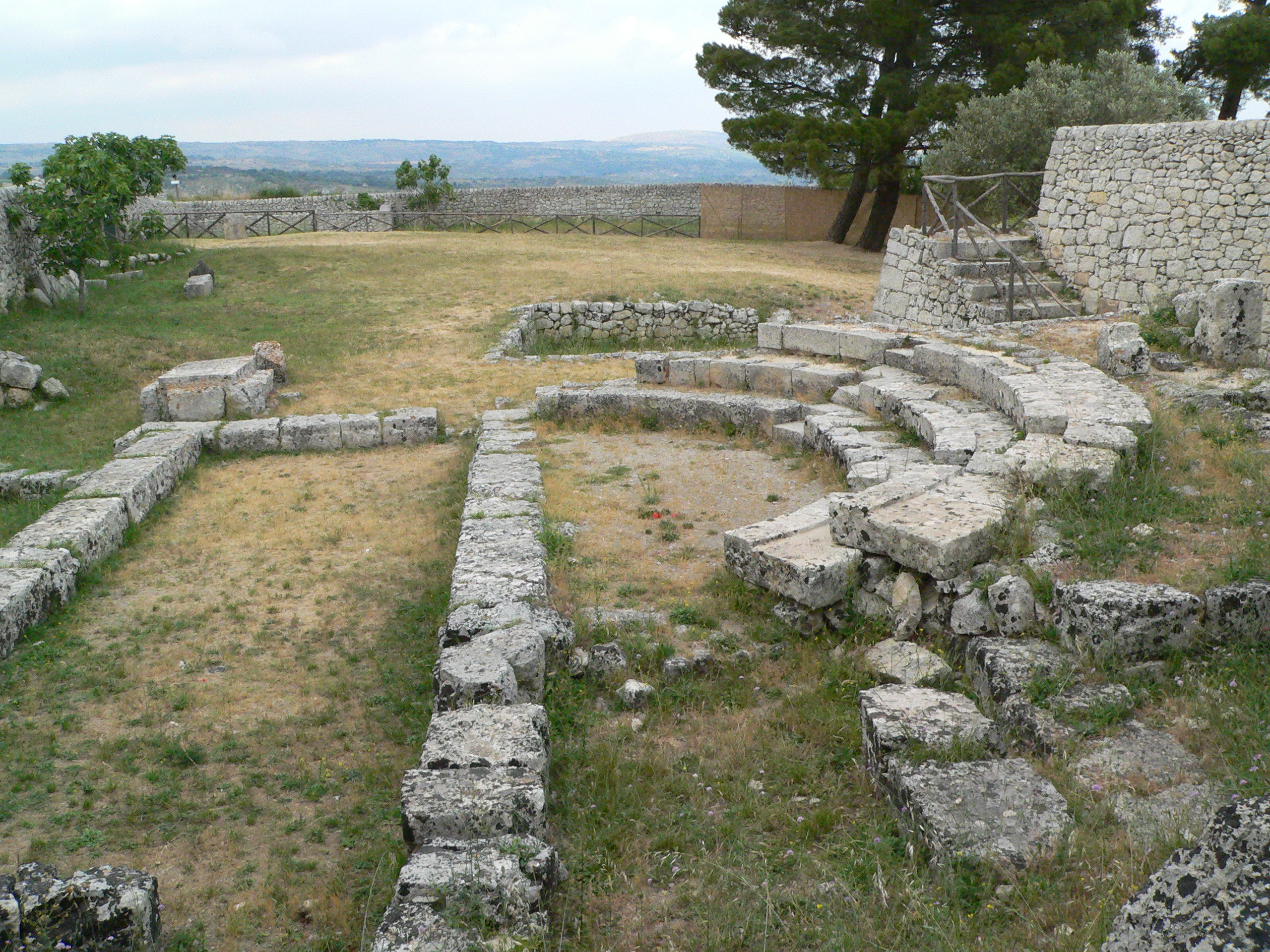
Restes del buleuteri del Palazzolo Acreide.

Altres formes comunes d'arquitectura utilitzades pels grecs són el tolos, un edifici circular com el conegut tolos de Delfos, construït per Policlet el Jove, que es reservava per a cerimònies religioses; el propileu o porxo, que envoltava les entrades dels temples o santuaris (el més conegut està a l'Acròpoli d'Atenes) i el stoà, un estret vestíbul llarg i amb una columnata oberta per una part, que servia per a allotjar botigues sobre l'àgora (mercat) de les ciutats gregues. Un pòrtic enterament restaurat es troba a Atenes: la Stoà d'Àtal.
Cada ciutat grega, fos quina en fos la mida, tenia una palestra o un gimnàs. Es tractava d'espais tancats, però a cel obert, envoltats amb columnes, utilitzats per a l'entrenament i les competicions atlètiques; era el lloc de reunió dels ciutadans homes. Les ciutats gregues necessitaven també almenys un buleuteri o habitació del consell, un gran edifici quadrat que servia a la vegada de lloc de reunió per al consell del bulé i de tribunal de justícia.
Com que els grecs no construïen arcs o cúpules, no podien crear grans sales que suportessin els sostres, i per això el Bouleterió tenia fileres de columnes a l'interior, per sostenir el sostre. No queden més que petits vestigis d'aquests edificis.

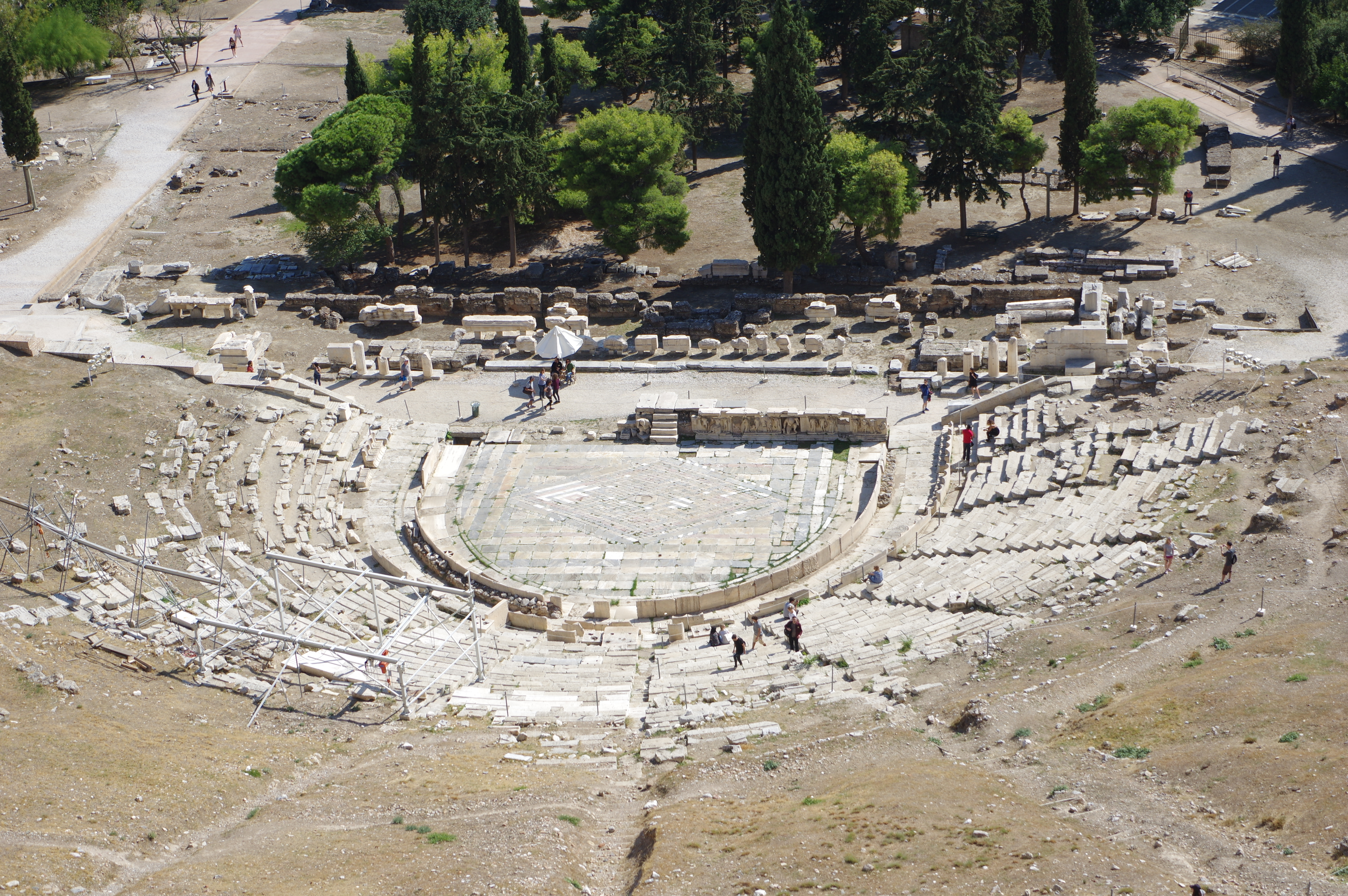
Teatre de Dionís del.

Totes les ciutats gregues tenien un teatre; el més antic dels existents és el teatre de Dionís a l'Acròpoli d'Atenes del segle v aC. Es feia servir tant per a les reunions públiques com per a les representacions teatrals. Aquestes representacions eren originàriament per a les cerimònies religioses, i cap al segle vi aC van derivar vers la forma més apreciada de la cultura grega. El teatre sovint es construïa sobre un turó fora de la ciutat i tenia fileres de grades amb forma de semicercle, disposades al voltant d'una superfície central, l'orquestra. Darrere l'orquestra, es trobava un edifici anomenat el σκηνή/skênê, que va ser el que va donar la paraula «escena», que servia de descans, de vestuari i també de teló de fons per a la representació que es desenvolupava a l'orquestra. Alguns teatres grecs van sobreviure fins als nostres dies; el més conegut és el teatre d'Epidaure.
Hi havia dos estils principals anomenats ordres clàssics en l'arquitectura grega: el dòric i el jònic. Aquests noms eren utilitzats pels mateixos grecs i reflectien la seva creença segons la qual els estils venien dels antics pobles anomenats doris i jònics, encara que l'ordre dòric va tenir l'origen, segons sembla, en el capitell de la columna micènica i l'ordre jònic va néixer des de formes protojòniques o eòlies. L'estil dòric s'utilitzava principalment a Grècia i després es va estendre fins a Itàlia. L'estil jònic s'utilitzava a les ciutats de Jònia (actualment la costa occidental de Turquia) i en algunes illes de la mar Egea.

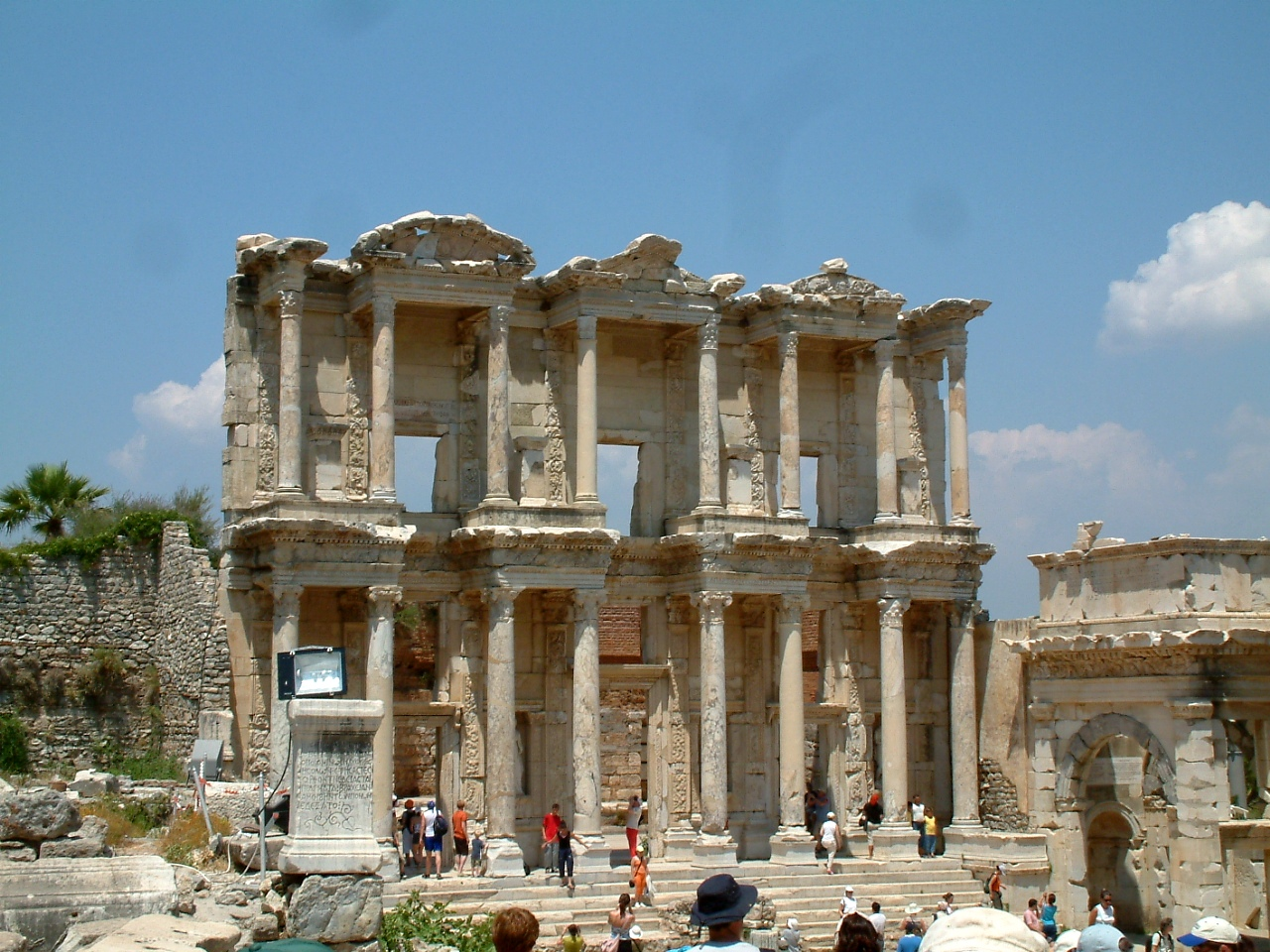
Biblioteca de Cels a Efes.

L'estil dòric era més convencional i més auster; l'estil jònic era més decoratiu i més creatiu. L'estil corinti, amb més adornament, va ser una evolució tardana de l'estil jònic. Aquests estils es coneixen bé mitjançant les tres formes de capitells que sobresurten per la part alta de les columnes, però també pels elements arquitectònics i decoratius dels edificis, la majoria d'aquestes decoracions, el lotus, el reticulat, l'espiral i la roseta, i moltes de les formes de les motllures, eren de procedència oriental.
La majoria dels edificis restants de la Grècia antiga, com el Temple d'Hefest a Atenes, són dòrics. El Partenó és una de les primeres manifestacions del jònic, de la mateixa manera que l'Erectèon, una mica més tardà, del 421-406 aC. L'ordre jònic es va tornar dominant durant el període hel·lenístic, ja que el seu estil decoratiu s'adeia més a l'estètica d'aquest període que l'auster dòric. Alguns dels millors vestigis del període hel·lenístic, com la Biblioteca de Cels, poden admirar-se a Turquia en ciutats com Efes o Pèrgam.

## Escultura

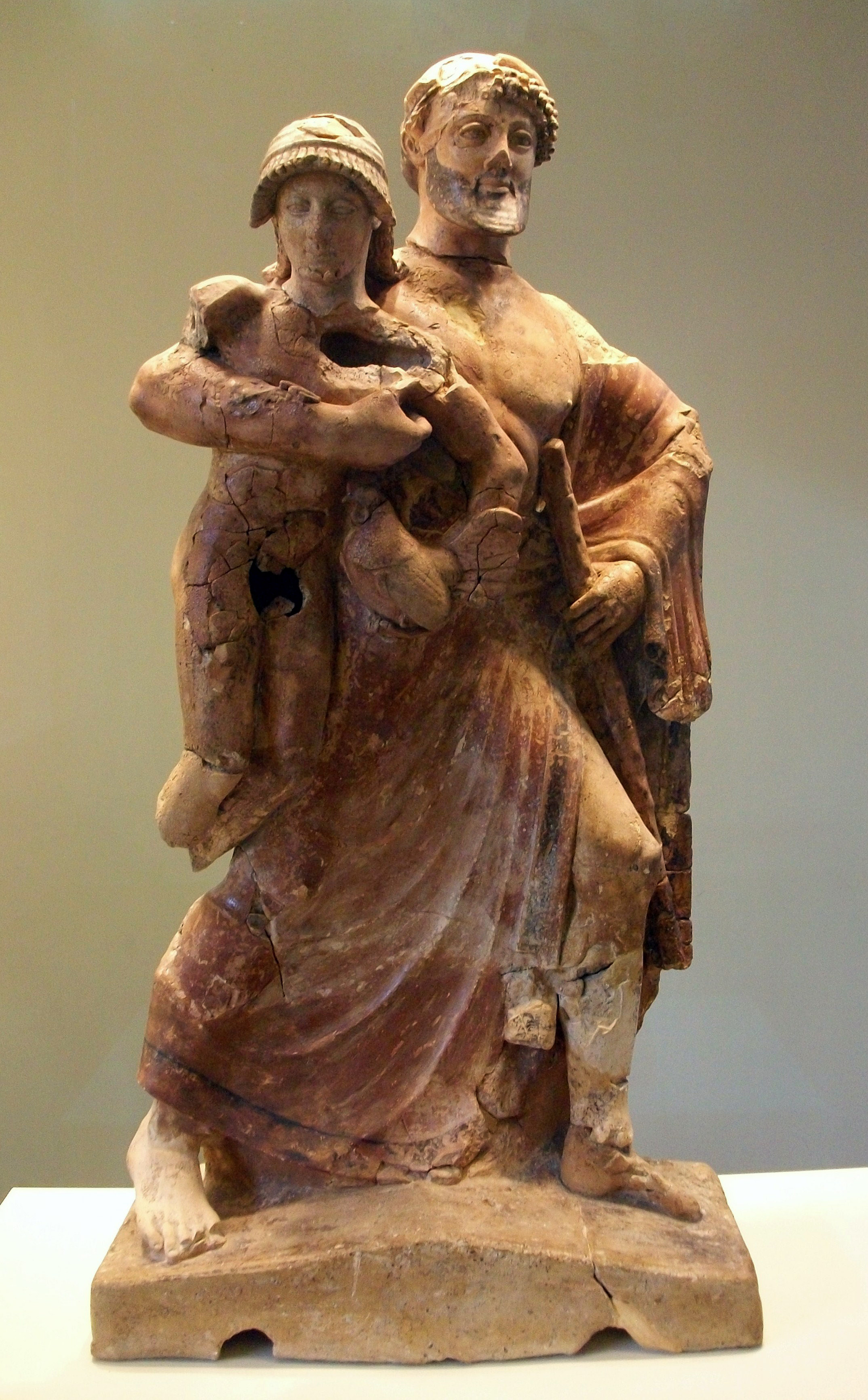
Escultura policromada de terracota de Zeus i Ganímedes del 470 aC.

Els principals materials emprats hi van ser el marbre, la pedra calcària, el bronze, la terracota, la fusta i la combinació d'or i ivori. Les escultures de pedra podrien ser esculpides completament en rodó, o parcialment tallades en relleu amb una placa fent de fons, per exemple als frisos arquitectònics o esteles. Les estàtues de bronze han sobreviscut molt menys, a causa de la reutilització de metalls. Van ser fetes en general amb la tècnica de la cera perduda. Les estàtues criselefantines, amb or i ivori, sovint es van utilitzar per a col·locar als temples i van ser admirades com les de més alt valor, però totes han desaparegut, així com les de fusta. La terracota va ser utilitzada de tant en tant, per a grans escultures, encara que n'han arribat pocs exemples als nostres dies, i algunes només parcialment, a causa de la fragilitat del material. L'excepció més coneguda és una estàtua policromada de Zeus i Ganímedes, trobada a Olímpia i executada prop del 470 aC.

### Període arcaic
Els grecs van considerar molt aviat que la representació del cos humà era el tema més important del treball artístic. Durant el període arcaic els grecs van començar a tallar la pedra, inspirats per l'escultura monumental d'Egipte i de Mesopotàmia. Les escultures comparteixen la mateixa solidesa i l'actitud frontal característica d'aquests models, però les seves formes són més dinàmiques que les de l'escultura egípcia, com per exemple la Dama d'Auxerre i l'Hera de Samos, circa 660-580 aC, ambdues es troben al Louvre, París. Sobre el 575 aC, les escultures semblants a aquestes, tant d'home com de dona, les van realitzar amb el llavi superior aixecat que mostrava l'anomenat «somriure arcaic», entre els quals destaquen el Moscòfor i el Cap Rampin. Aquesta expressió, que no té cap motiu específic amb la persona representada, és possible que es fes simplement per donar-los una característica més humana.

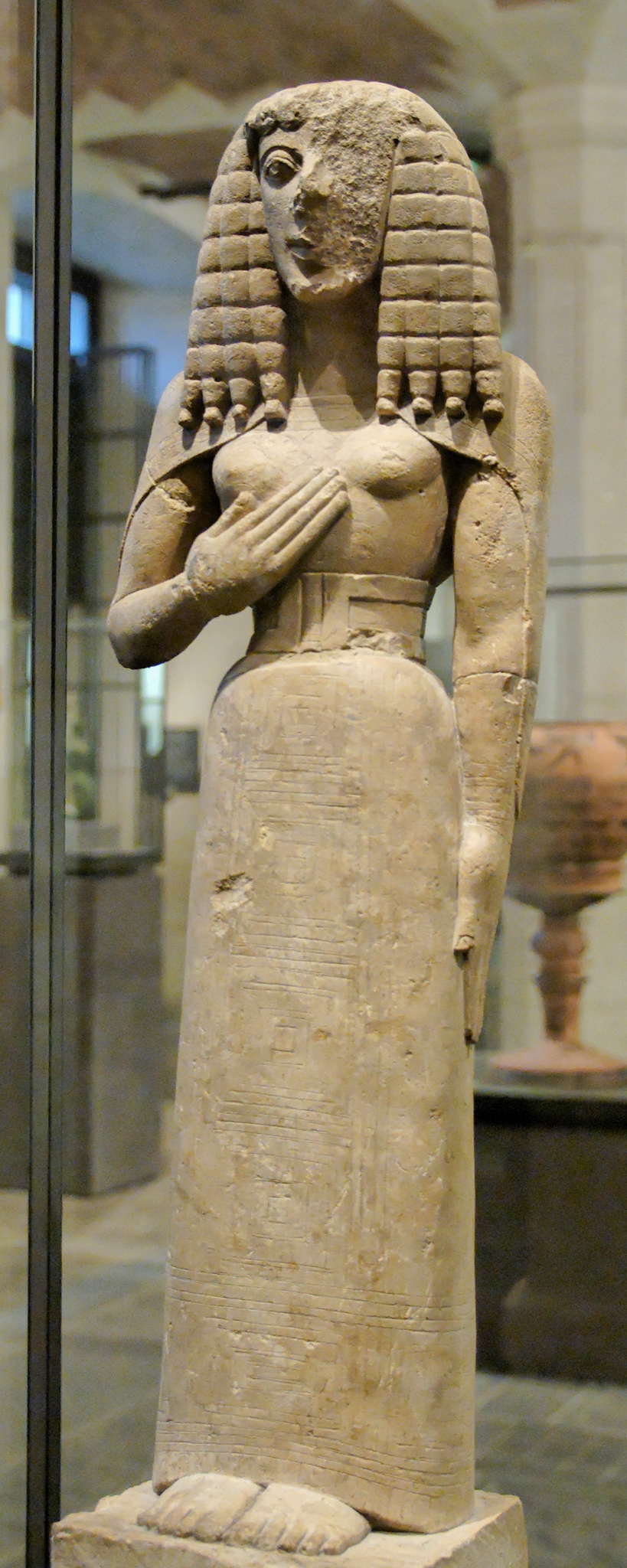
Dama d'Auxerre circa 630-600 aC al museu del Louvre a París.
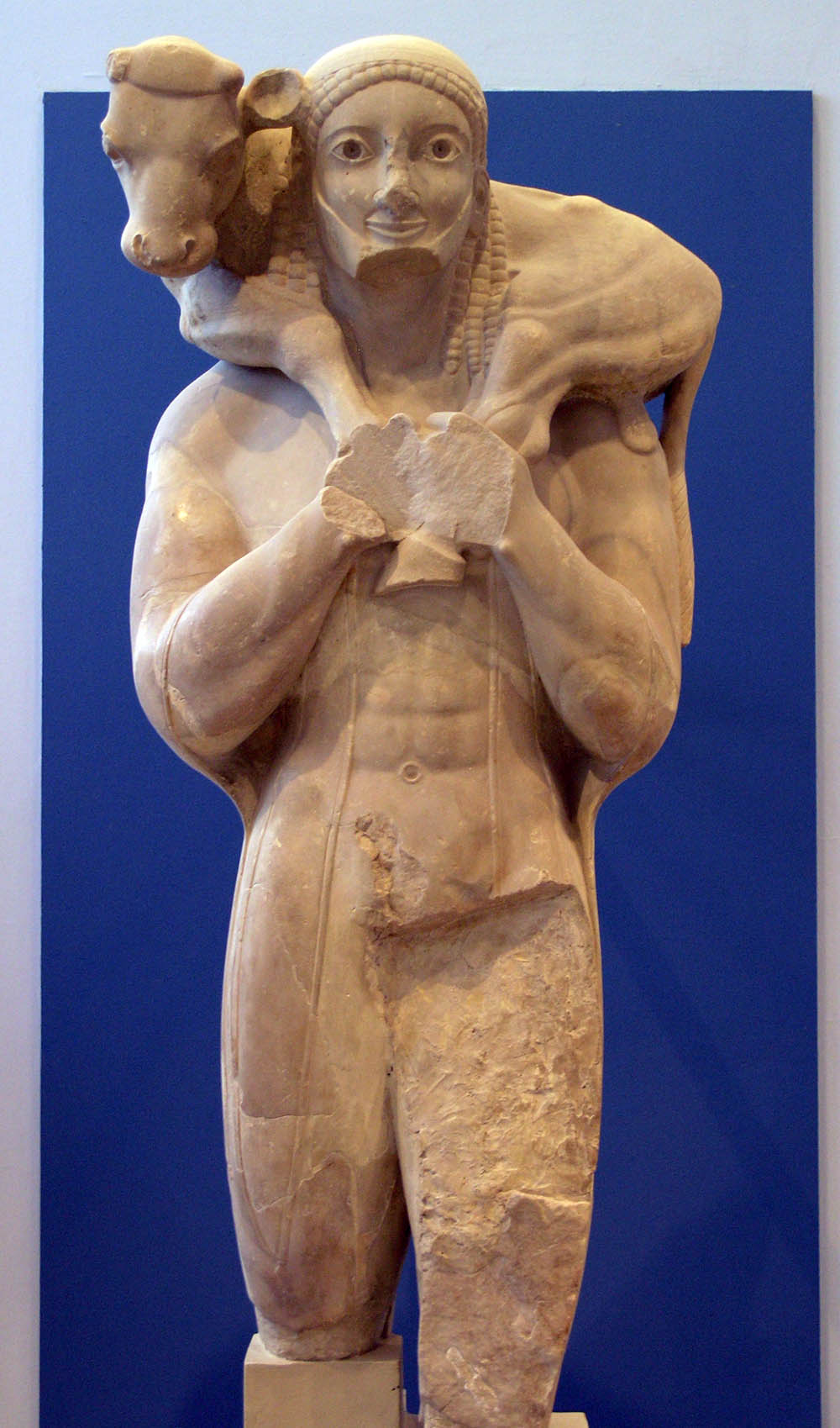
Moscòfor circa 575-560 aC al museu de l'Acròpolis d'Atenes.
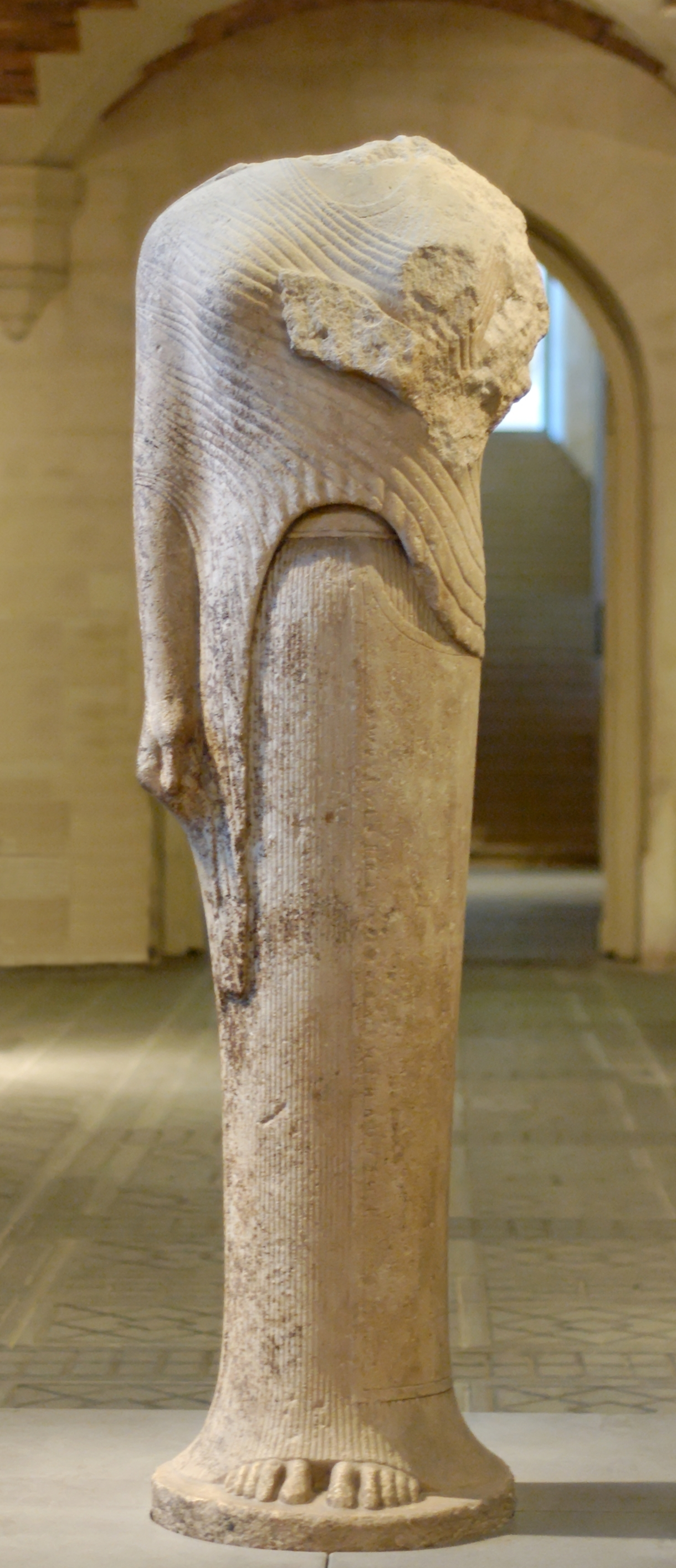
Hera de Samos circa 575-550 aC al museu del Louvre a París.

Atès que els seus déus tenien una aparença humana, no hi havia distinció entre el sagrat i el profà; el cos humà era a la vegada profà i sagrat. Un home nu podia ser fàcilment Apol·lo o Hèrcules o un campió de boxa olímpica. Durant el període arcaic, la forma més important d'escultura era el koúros, un home nu de peu. La kore, una dona, estava representada de la mateixa manera però, com que la societat grega no permetia l'exposició de la nuesa femenina fins al segle iv aC, es trobava sempre vestida. En aquest tipus d'escultures, es van mantenir els trets rígids amb composicions geomètriques i sempre respectant la llei de frontalitat: el cos es representava amb els braços rectes i enganxats al cos, amb una anatomia esquemàtica i els cabells llargs i trenats, els ulls eren ametllats i els vestits de les escultures femenines estaven adornats amb dibuixos geomètrics.
Com amb la ceràmica, els grecs no van produir l'escultura simplement per a l'exhibició artística. Les estàtues van ser encarregades pels individus aristocràtics o per l'estat, i utilitzades per als monuments públics, com a ofrenes als temples, als oracles i als santuaris (com es demostra amb freqüència per les inscripcions en les estàtues), o com a esteles per als sepulcres. En el període arcaic, no es preveia que totes les estàtues representessin individus específics. Eren realitzacions d'un ideal: bellesa, pietat, honor o sacrifici. Aquestes eren sempre formes d'homes joves, estenent-se des de l'adolescència a una certa maduresa, fins i tot quan es realitzaren per als sepulcres, probablement, de ciutadans més grans, com les estàtues sepulcrals del Koúros Aristodikos i el Koúros Anavyssos del Museu Arqueològic Nacional d'Atenes; també es troba en aquest museu la Kore amb el peple. Les graduacions de l'estatus social de la persona que encarregava l'estàtua van ser indicades més per la grandesa de l'escultura que no pas per les innovacions artístiques.

### Període clàssic
Durant el període clàssic, hi va haver una revolució en l'estatuària grega, sovint associada a l'arribada de la democràcia atenenca i al final de la cultura aristocràtica associada als kouroi. El marbre blanc és la matèria més usada pels escultors, en general de Paros o el Pentèlic, que donen una llum suau a les corbes i volums. Pel que fa als bronzes, eren en general objecte d'incrustacions com ara ulls de diferents pedres o vidre o ivori, llavis, celles i mugrons en coure.
En el període clàssic, hi va haver canvis tant en l'estil com en la funció de l'escultura. Els posats es van tornar més naturals i la tècnica va evolucionar molt per a descriure el moviment del cos. Des del segle v aC, les estàtues van començar a representar persones reals. D'aquesta època, queden originals en bronze dignes d'esment com:

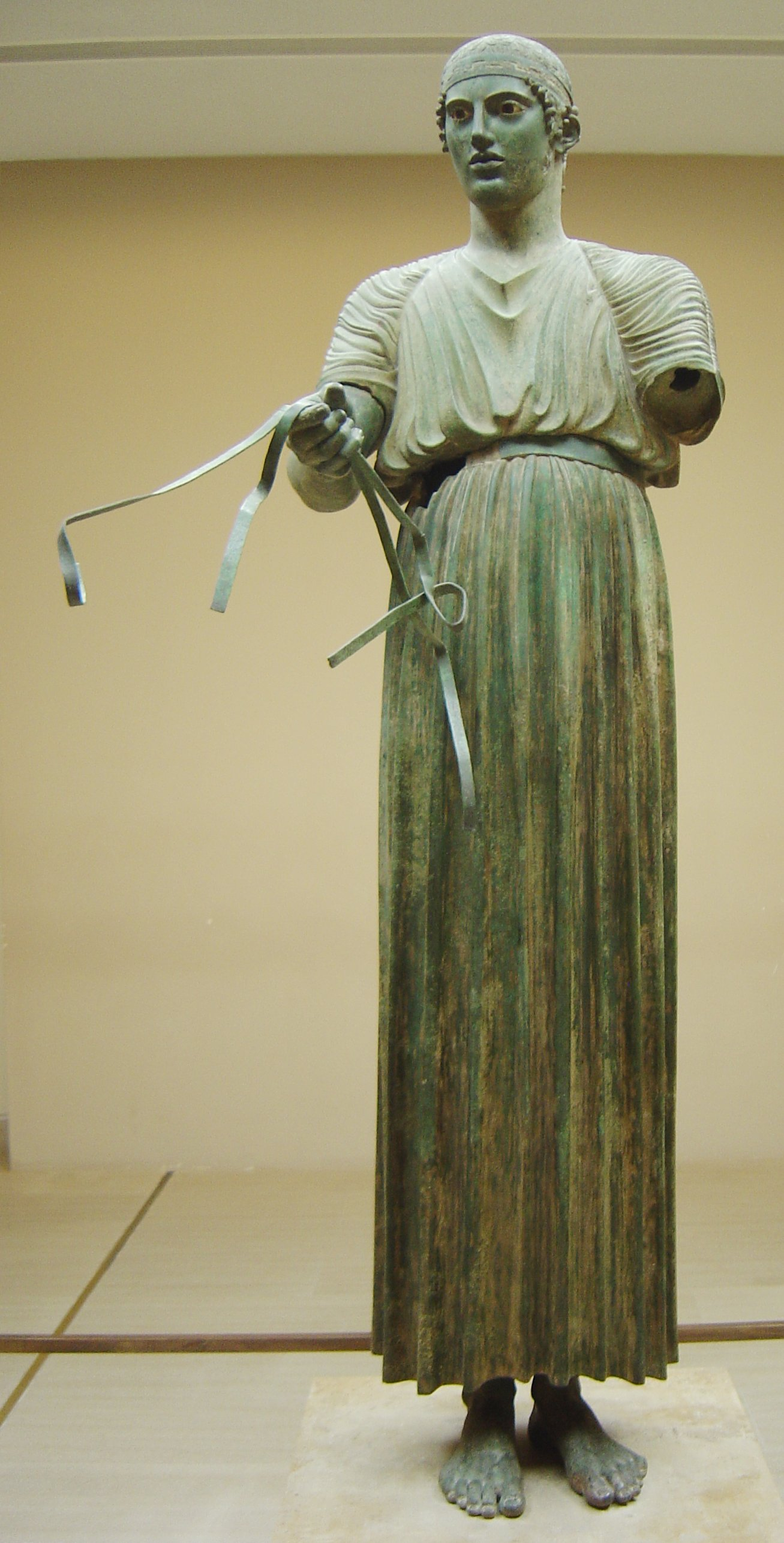
Auriga de Delfos (1,82 metres) circa 474 aC, fos en diverses peces i representat en el moment del passeig triomfal, al seu cap llueix una diadema que produeix una gran plasticitat juntament amb els detalls dels rínxols i els seus ulls de pasta vítria.
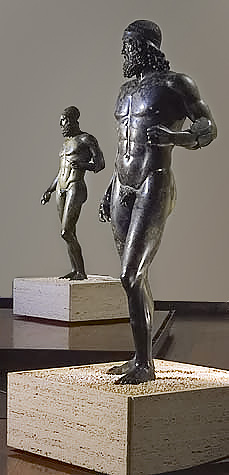
Els Guerrers de Riace (2 metres) circa 450 aC, són un conjunt de dues escultures, una de les quals presenta amb gran detall l'elaboració del cabell així com de les venes i tendons del seu cos.
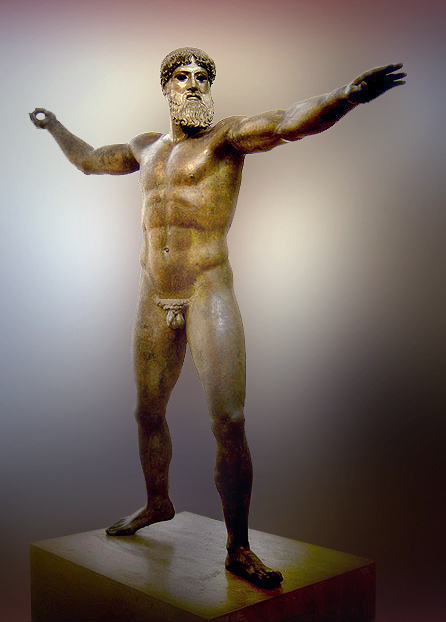
Déu del cap Artemísion (2,10 metres) circa 460 aC, representat amb el moviment de llançar el trident, porta la barba pròpia de l'època amb rínxols i té les conques dels ulls buides.

Durant aquest període, les estàtues van tenir altres utilitats. Els grans edificis públics del període clàssic, com el Partenó a Atenes, van crear la necessitat d'estàtues decoratives, especialment a per omplir la forma triangular dels frontons, una dificultat estètica i un desafiament tècnic que va fer molt per a estimular la innovació en l'escultura. D'aquestes escultures, només queden restes de fragments. Els més famosos entre aquests, són els marbres del Partenó, la majoria dels quals van ser duts al Museu Britànic de Londres.
L'estatuària funerària va evolucionar dels kouroi estàtics i impersonals del període arcaic a grups familiars molt personalitzats del període clàssic. Aquests monuments en general se situen prop d'Atenes, on es trobaven instal·lats els cementiris. Encara que algunes d'aquestes estàtues representen situacions idealitzades com la mare plorant enfront del seu fill mort; representaven cada vegada més les persones del món real. Són les restes més íntimes i més referents de la civilització grega antiga. Un dels monuments més grans és el Mausoleu d'Halicarnàs, de cinquanta metres d'altura, en què van treballar diversos escultors per a decorar-lo; les restes recuperades es troben al Museu Britànic de Londres.
Les més grans obres del període clàssic en escultura criselefantina, l'estàtua de Zeus a Olímpia i l'estàtua d'Atena Pàrtenos -ambdues de dotze metres d'altura i realitzades per Fídies o sota la seva direcció- es van perdre, encara que n'hi ha còpies més petites amb bona realització. La seva mida i magnificència van portar diversos emperadors del temps romà d'Orient a confiscar-les per portar-les a Constantinoble, on es van destruir més tard en incendis.

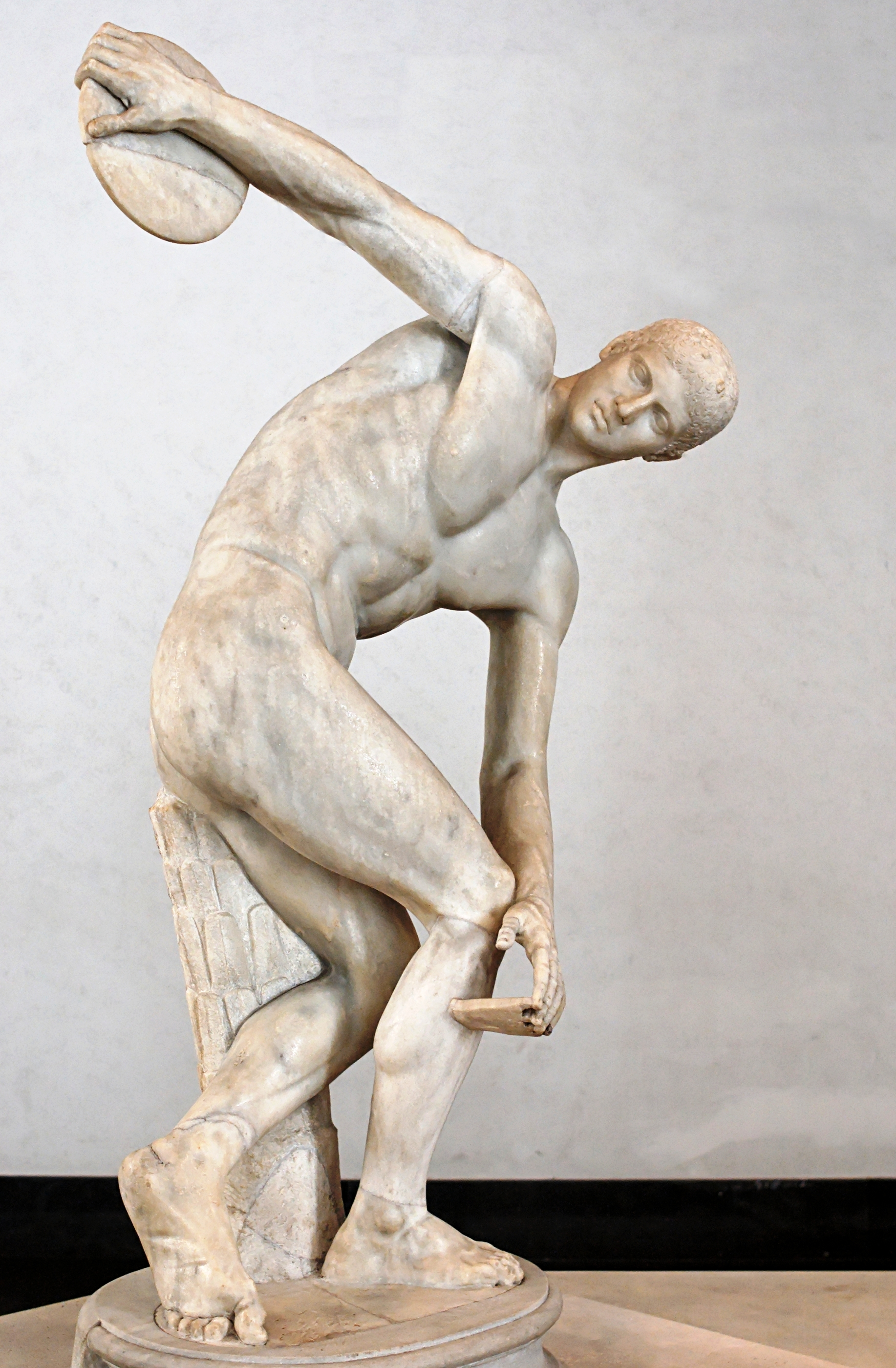
Discòbol còpia romana de l'original de Miró.
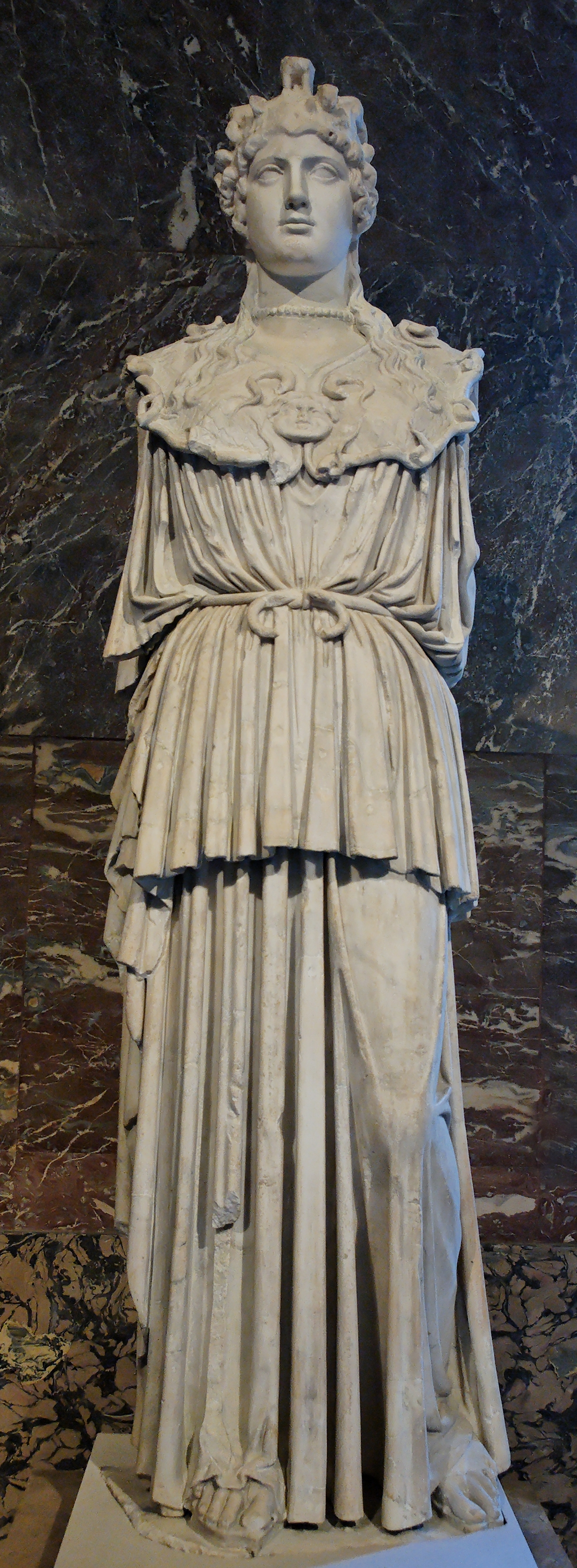
Atena Pàrtenos còpia romana de l'original de Fídies.
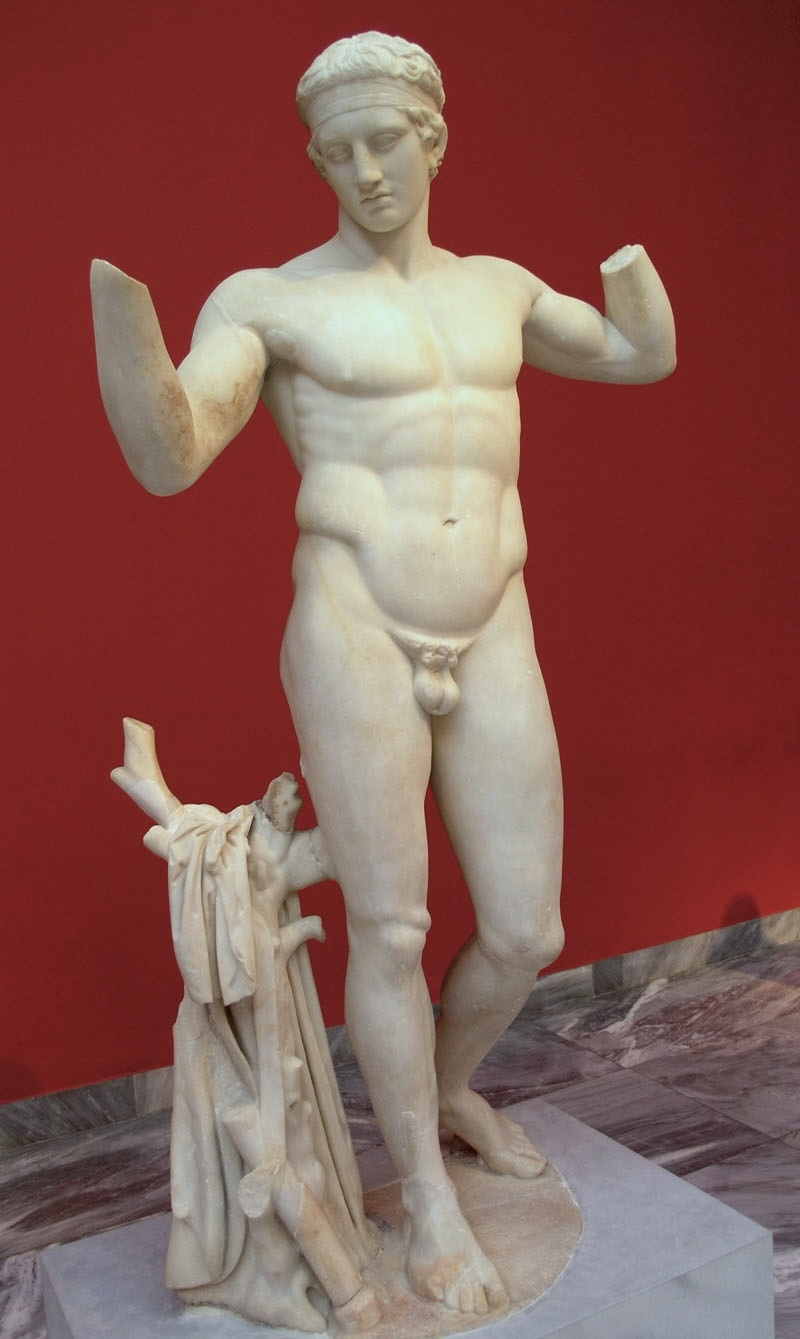
Diadumen còpia romana de l'original de Policlet.

Els grans escultors que van sobresortir, donant a l'escultura la bellesa dels cossos amb la proporció de les formes i els moviments i expressions que van servir per fixar-ne els prototips van ser:
- Miró, que es va dedicar gairebé exclusivament al bronze i va donar a les seves escultures la captació del moviment, com el cèlebre Discòbol. Totes les seves obres es coneixen gràcies a còpies realitzades posteriorment.
- Fídies, escultor del Partenó i de les cèlebres estàtues criselefantines; se li atribueixen moltes altres escultures com la gran estàtua d'Atena Prómakhos. Les obres que se'n conserven són còpies de l'època romana.
- Policlet, la seva fama és reconeguda per les proporcions ideals del seu cànon del cos humà, que va quedar visible en el Dorífor i el Diadumen, totes realitzades en bronze i desaparegudes. Com els casos anteriors, van ser copiades en marbre pels escultors romans.

El segon classicisme, del segle iv aC, es distingeix del primer per un refinament dels cànons de proporció, però sobretot per una interpretació més lleugera, menys rígida, que el període anterior. L'Hermes amb Dionís infant, assignat a Praxíteles, és un dels millors exemples d'aquest període; aquest escultor va escollir per a les seves obres el marbre, amb el qual va aconseguir d'expressar una gran morbidesa i sensualitat, com s'aprecia en una altra de les seves obres, l'Afrodita de Cnidos, que va desaparèixer en un incendi a Constantinoble, on l'havia portat l'emperador Teodosi I el gran. Les seves creacions es distingeixen per la forma dels seus malucs que, en recolzar sobre uns suports, descriu una línia anomenada praxisteliana o contrapposto. Es conserven nombroses còpies de moltes de les seves obres.

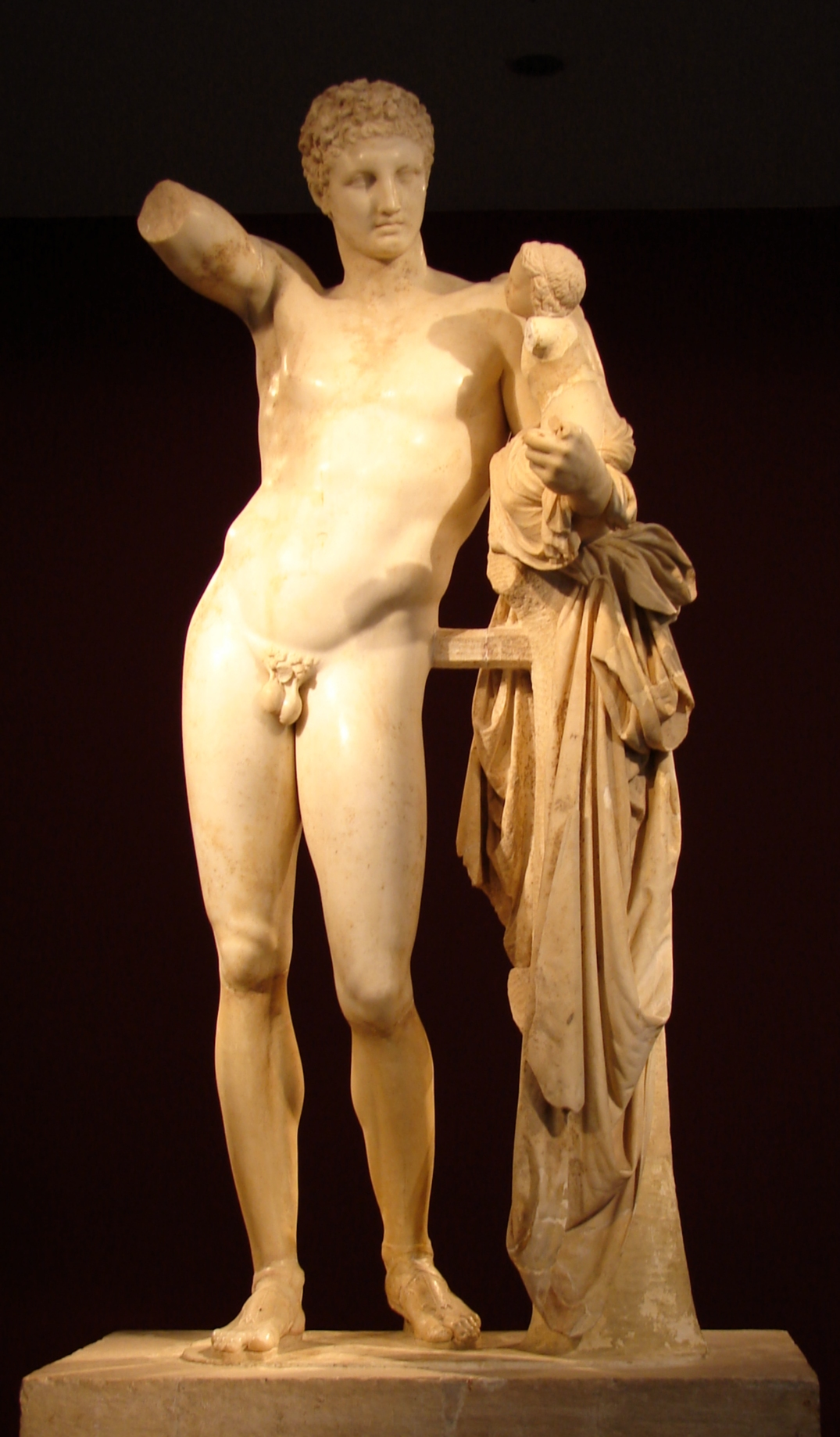
Hermes amb Dionís infant amb la forma del contrapposto.
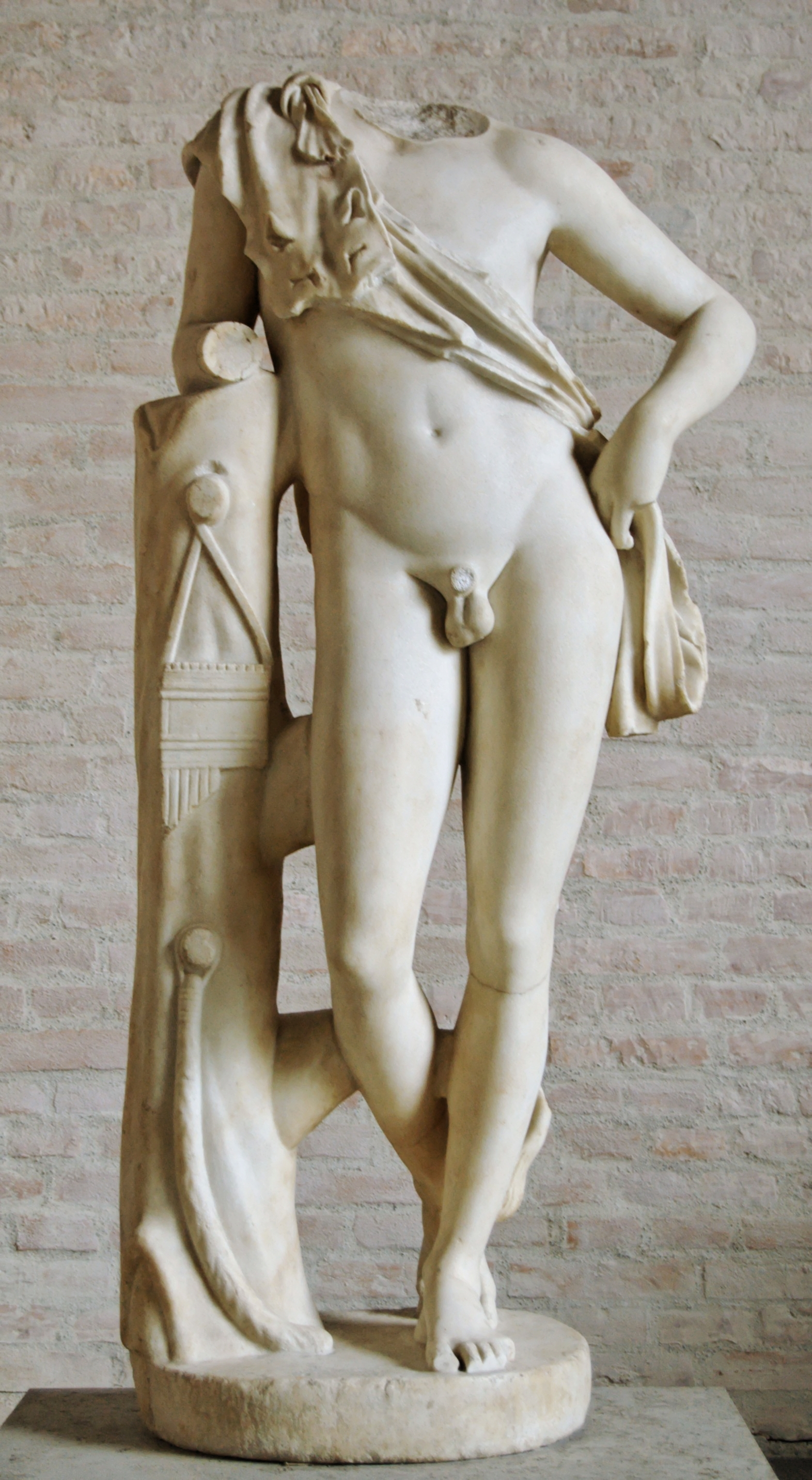
Sàtir en repòs còpia de l'obra de Praxísteles a Múnic.
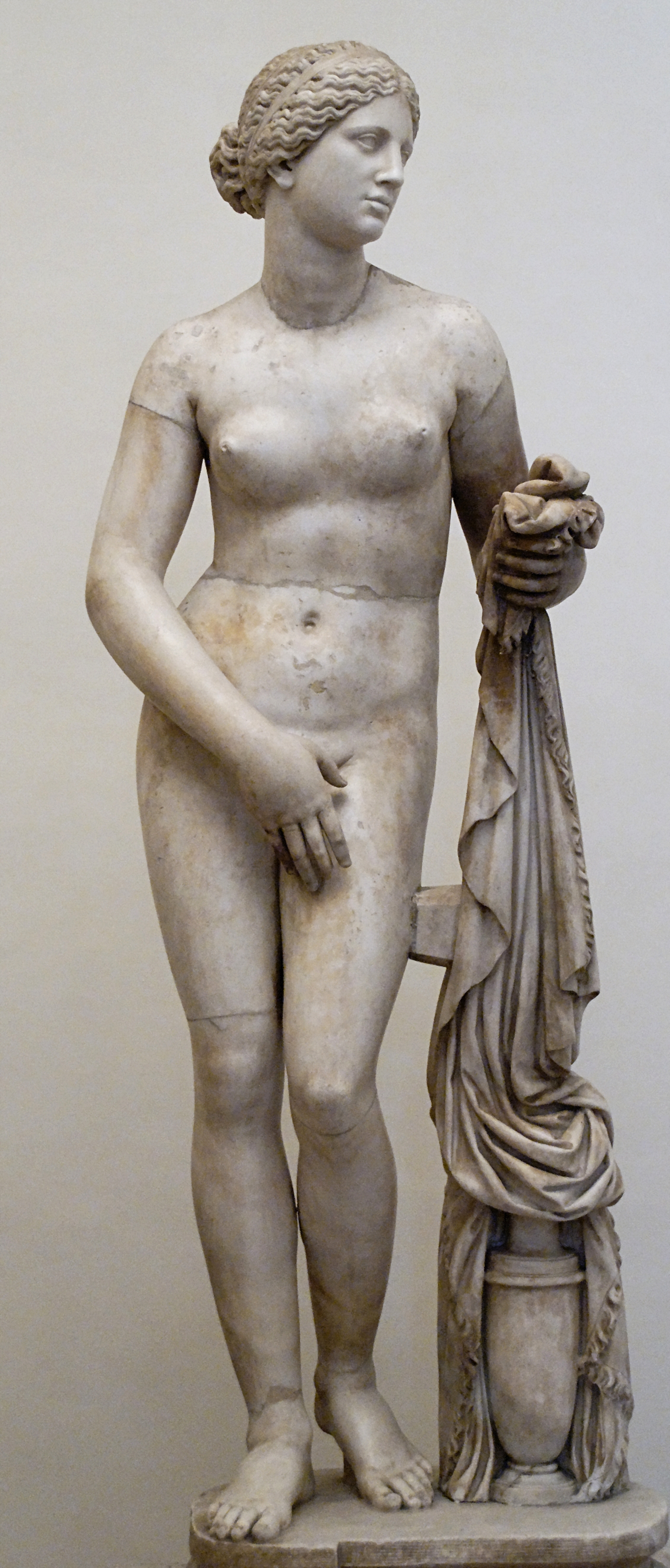
Afrodita de Cnidos còpia romana d'una original de Praxísteles.

### Període hel·lenístic

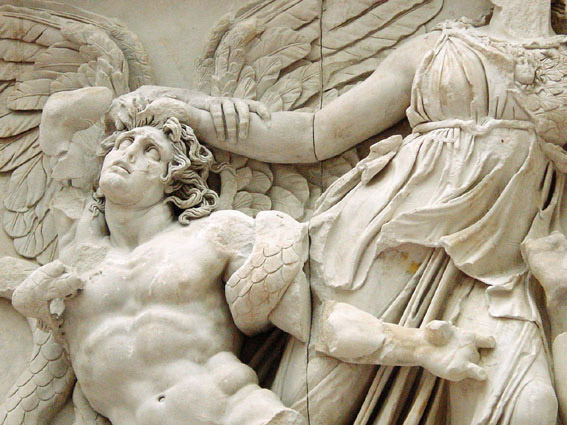
Gegant que Atenea agafa pels cabells a l'Altar de Zeus a Pèrgam.

L'historiador alemany Johann Gustav Droysen va ser el que va fer servir, per primera vegada, el terme «hel·lenístic» en Geschichte des Hellenismus, referint-se a criteris lingüístics i culturals. La transició del període clàssic al període hel·lenístic es va produir entre el segle iv aC i el segle i aC, després de les conquestes d'Alexandre el Gran (del 336 a 323 aC.). Succeeixen convulsions socials i el fraccionament de la societat. Es tracta d'un art cosmopolita, amb una preocupació particular per part dels prínceps i governadors. L'enriquiment està afavorit per la conquesta d'Egipte i Síria a l'Orient Mitjà. Els centres importants es desplacen, a Antioquia de l'Orontes, Pèrgam i a Alexandria, ciutat fundada per Alexandre el Gran i primer port d'aquesta època d'Egipte. A Pèrgam, es construeix l'Altar de Zeus amb un fris exterior de més de cent vint metres i un d'interior d'uns vuitanta, on van treballar un gran nombre d'escultors en l'execució de les escultures. Amb aquests esdeveniments, Atenes es torna menys important. Sovint es presenta com una transició entre el període clàssic grec i l'estil romà.
L'Apoxiòmenos, en marbre de Lisip datat de 320 aC i amb 250 cm d'altura, representa un atleta nu que es treu l'oli del cos amb un estrígil, que seria una classe de símbol d'inestabilitat de la vida. Amb aquesta escultura, es va introduir un nou sistema de proporcions, en contra del cànon de Policlet: el cap es va fer més petit i el cos més gràcil i esvelt, segons Plini el Vell (XXXIV, 65). Lisip va ser també un gran retratista i realitzà diversos retrats d'Alexandre el Gran.

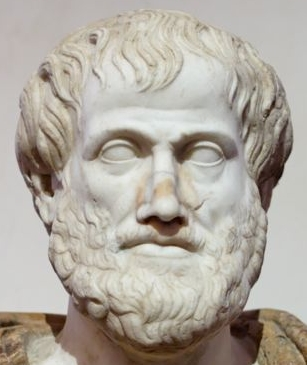
Bust d'Aristòtil, còpia romana d'un original grec de Lisip 330 aC.
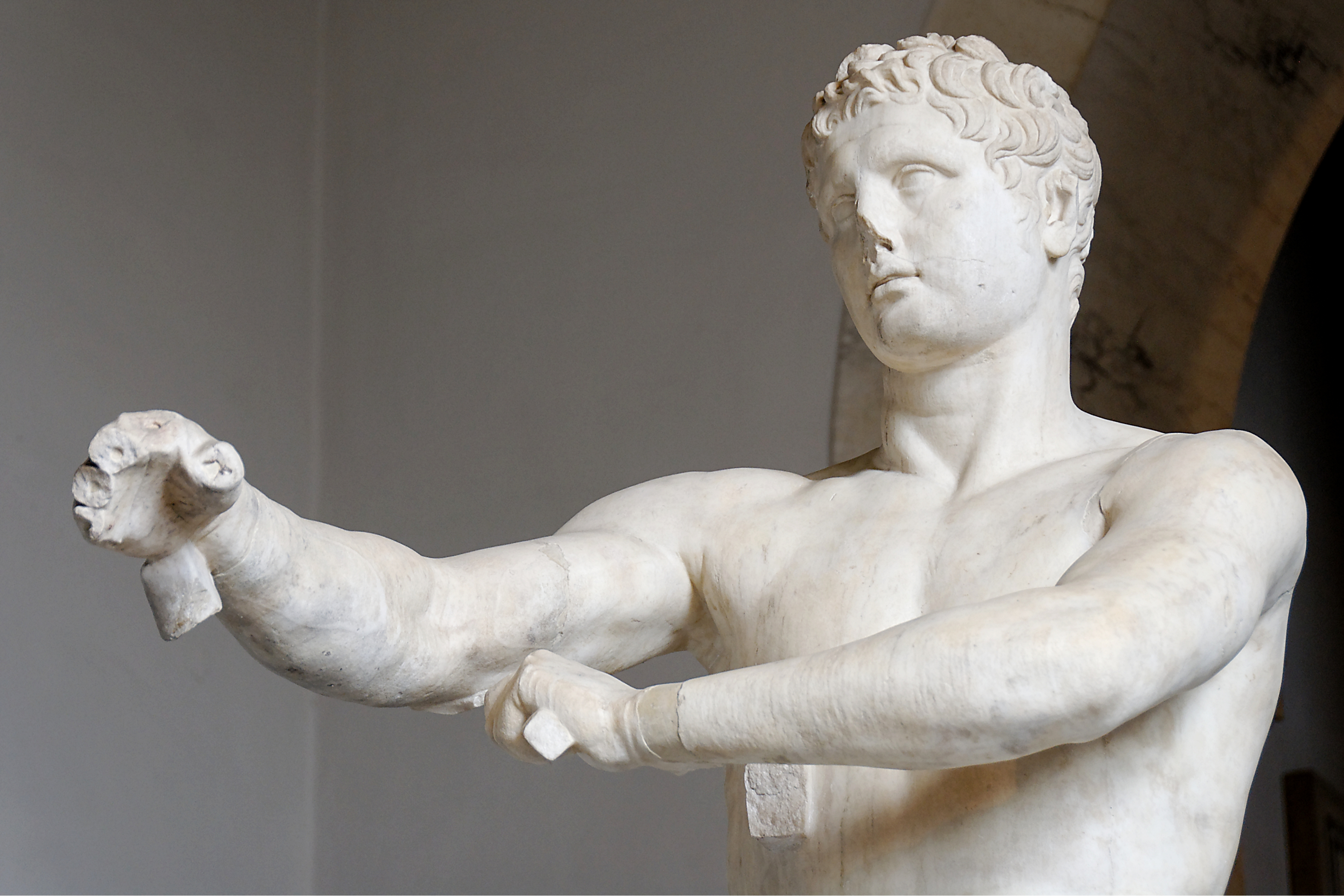
Detall de l'Apoxiòmenos de Lisip, còpia romana del 320 aC.
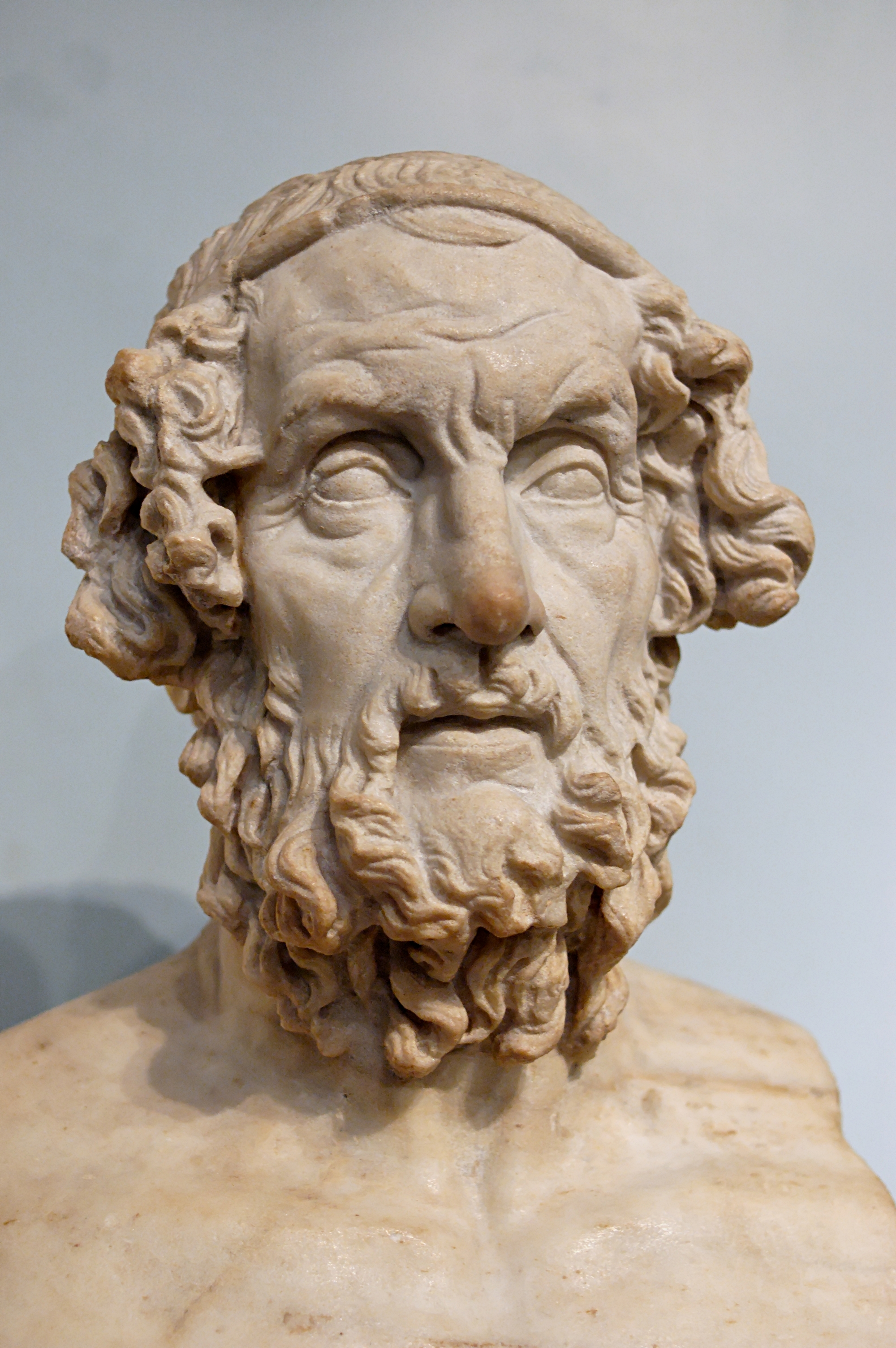
Bust d'Homer còpia romana d'un original grec del segle i aC.

Durant aquest període hel·lenístic, l'escultura es va tornar cada vegada més realista i amb més moviment. La gent del poble, les dones, els nens, els animals i les escenes domèstiques es va convertir en temes d'escultura, que eren encarregades per riques famílies per a l'ornament de les seves cases i jardins. Es van crear alguns retrats realistes d'homes i dones de totes les edats, i els escultors ja no es veien obligats a representar-los com a ideals de bellesa i perfecció física. Filòsofs, polítics i dramaturgs van ser representats de manera que s'expressés tot el seu món interior.
Les escultures hel·lenístiques més conegudes són la Victòria de Samotràcia (segle i aC o segle ii aC), l'estàtua d'Afrodita de l'illa de Melos coneguda sota el nom de la Venus de Milo (a mitjan segle ii aC), el Gal moribund (230 aC) i el grup monumental del Laocoont i els seus fills de Polidor de Rodes, Agesandre i Atenodor de Rodes, obra magistral de final del segle i aC, que representa el dolor, els combats, la guerra i tot el que marca una vida. Totes les seves estàtues mostren temes clàssics, però el tractament és molt més emocional que en les estàtues austeres del període clàssic. També es va caracteritzar per un augment de l'escala, que troba el seu apogeu en el Colós de Rodes (final del segle iii aC), que tenia la mateixa mida que l'actual Estàtua de la Llibertat. Les conseqüències combinades dels terratrèmols i dels saqueigs han destruït aquesta gran obra, com moltes altres obres d'aquest període.

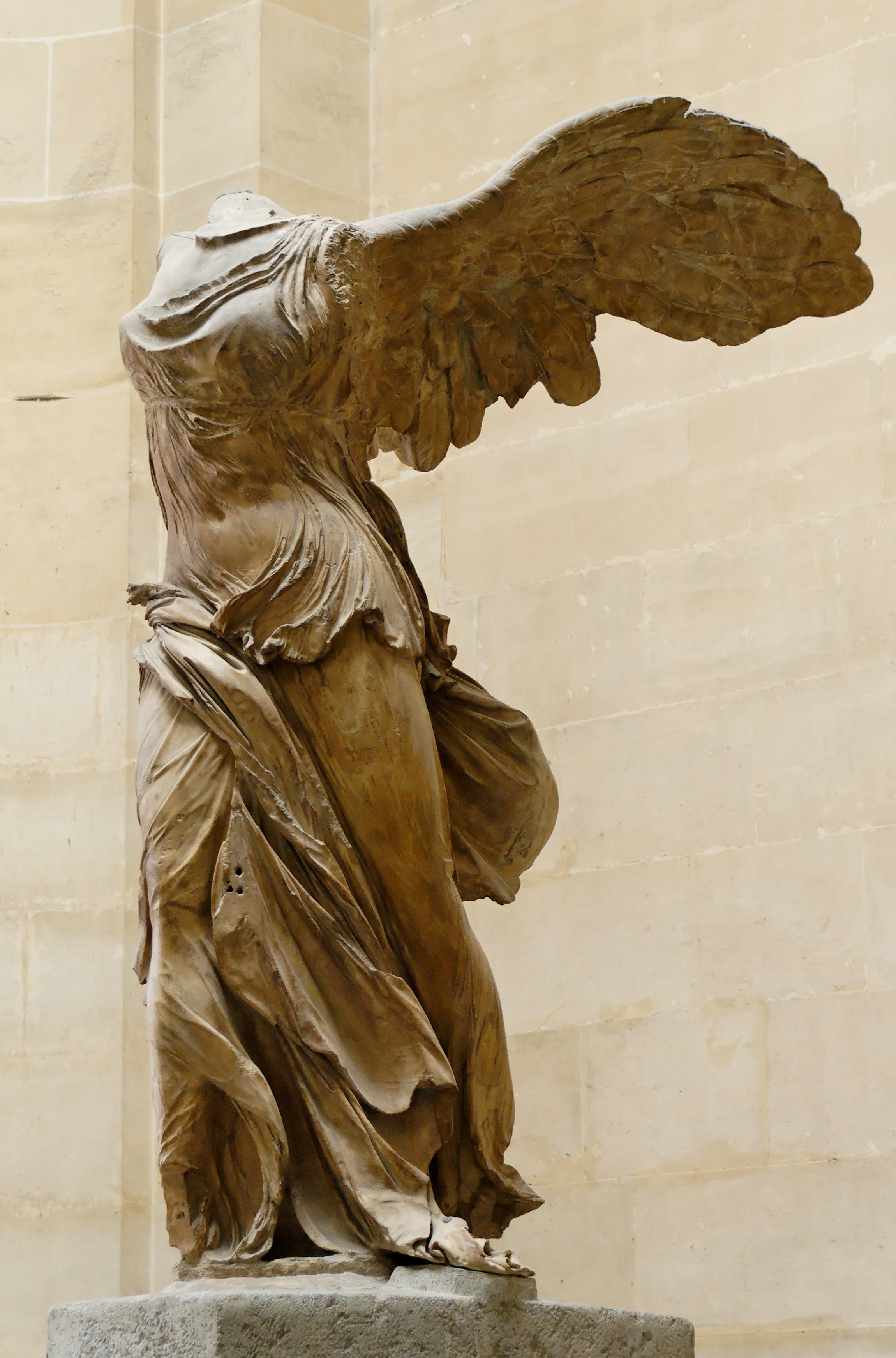
La Victòria de Samotràcia al museu del Louvre.
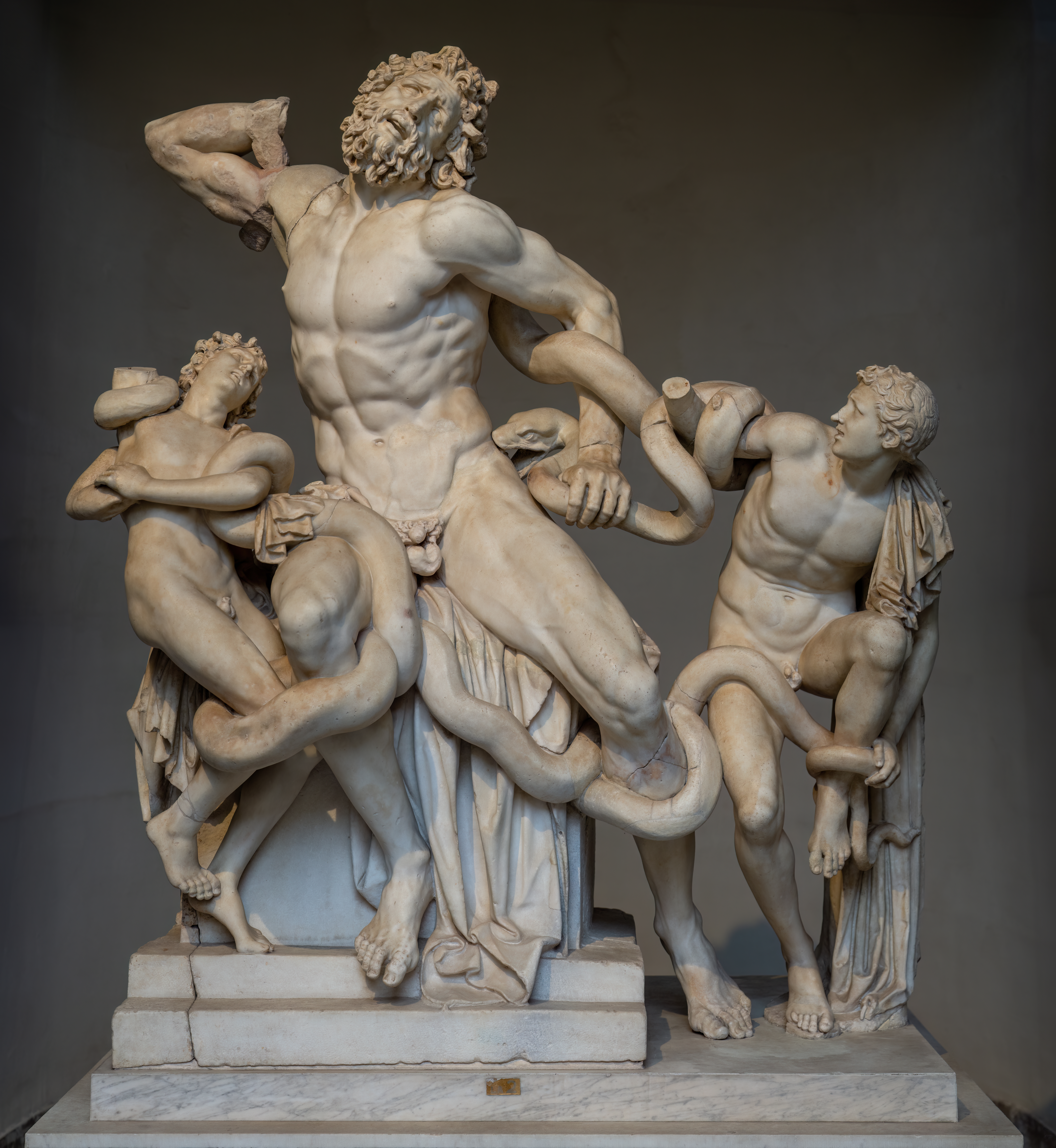
Laocoont i els seus fills al Pius-Clementí dels Museus Vaticans.
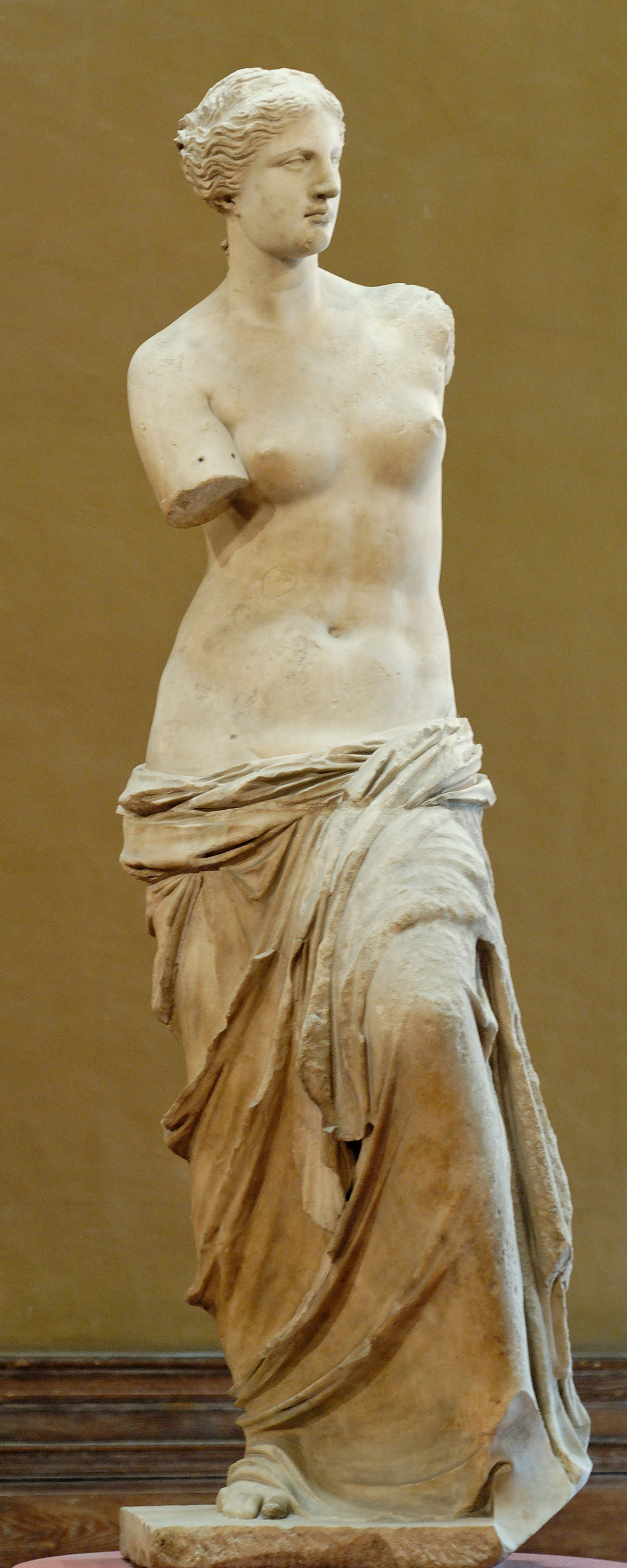
Venus de Milo al museu del Louvre.

### Petites estàtues de terracota

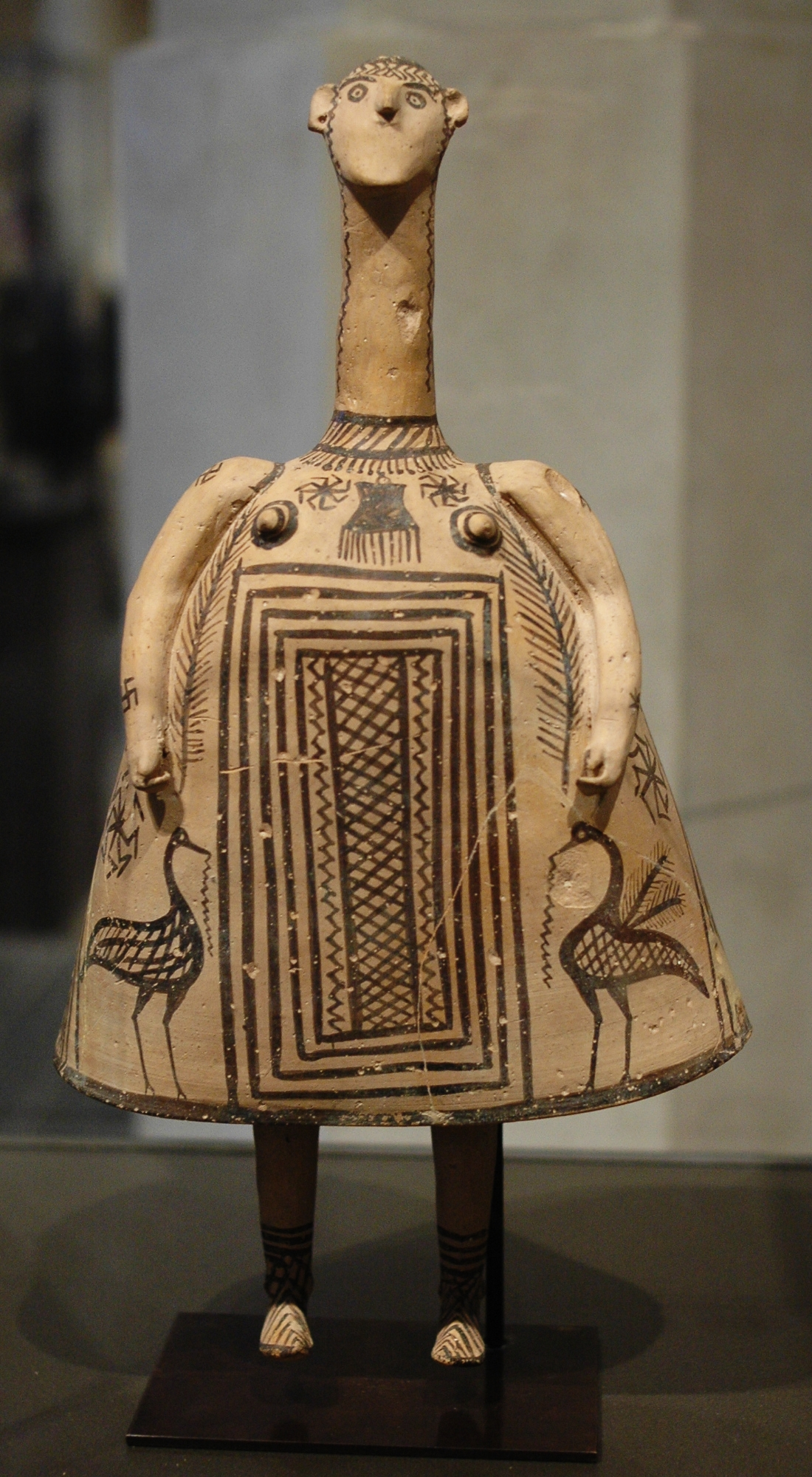
Figura tipus campana del.

L'argila és un material usat amb freqüència per a la fabricació de figures o d'ídols votius. Les realitzades per a ofrenes en santuaris representaven la divinitat o el devot, i la figura portava a les mans l'ofrena o un tribut. En el segle viii aC, a Beòcia, la realització de terracotes va ser molt activa. Les més característiques d'aquest lloc, encara que també van aparèixer en altres centres, són figures femenines amb les cames mòbils, el cap petit -comparat amb la resta del cos- amb un coll llarg, mentre que el cos és cilíndric en forma de la campana. No és gaire clara la seva utilitat, si era simplement votiva o també eren joguines.
Després del segle iv aC, les figures van adquirir una funció decorativa. Fou aleshores quan van començar a representar personatges teatrals, l'esclau, el camperol, la infermera, la dona grossa, el sàtir del drama satíric, etc. Els trets de les figures eren exagerats i distorsionats i acostumaven a estar policromades. Arribat el període hel·lenístic, les figures es van convertir en grotesques, éssers deformes amb caps desproporcionats, pits enfonsats o estómacs prominents, geperuts i calbs. Els grotescs van ser una especialitat de la ciutat d'Esmirna, encara que també se'n fessin en altres llocs del món grec, per exemple a Tars o Alexandria. A l'Acròpoli d'Atenes, se'n van trobar gran quantitat enterrades, després del saqueig persa de 480 aC. D'aquesta data són els relleus mèlics, anomenats així per haver-se trobat a l'illa de Melos. Segurament estaven destinats a la decoració de l'interior de les cases, ja que tenen dos forats per a ser penjats; molts d'aquests van ser realitzats amb motlle, ja que se n'han trobat diversos d'idèntics. Els temes són mitològics i de la vida quotidiana.

### Petites estàtues de metall

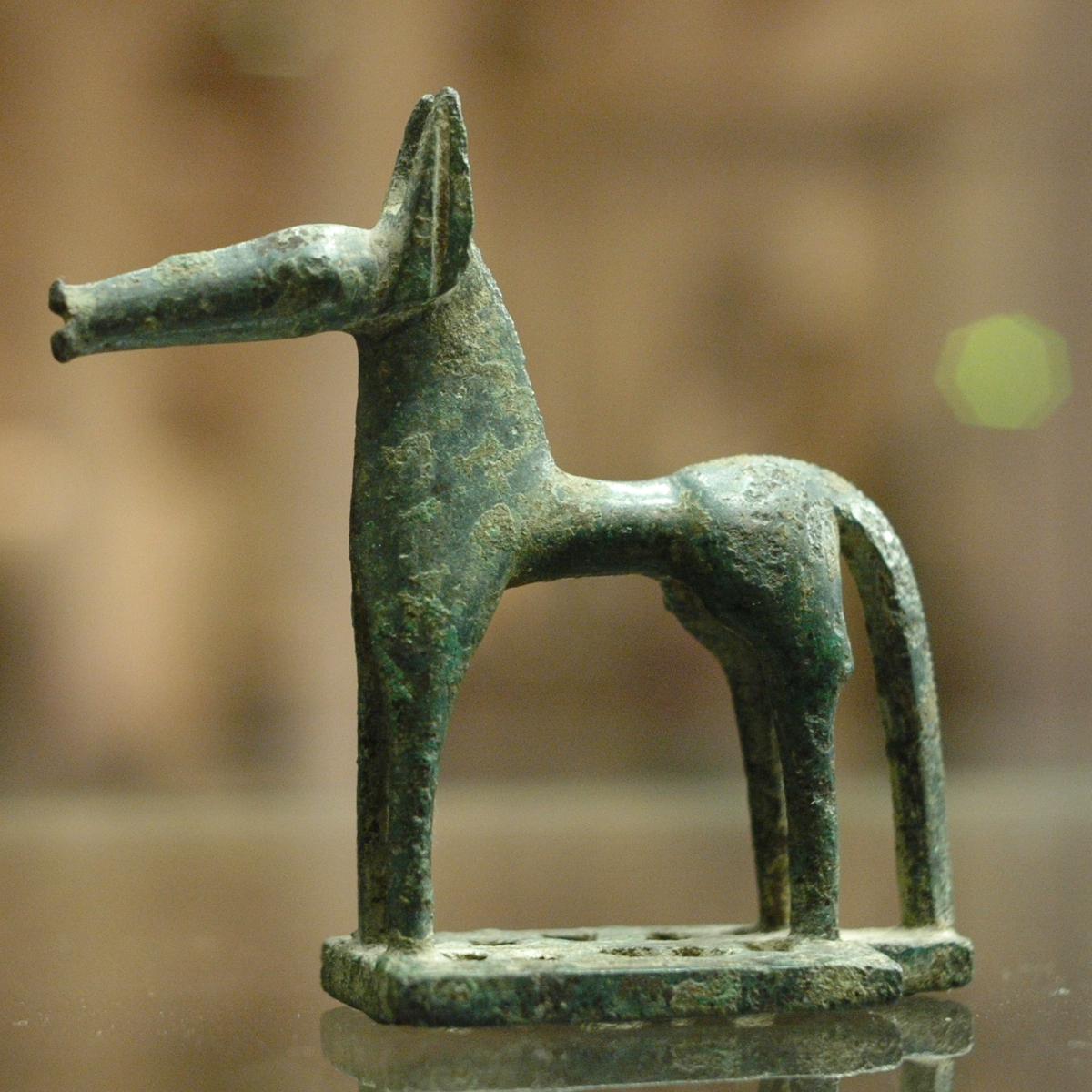
Cavall votiu d'Olímpia (Louvre).

Les estatuetes fetes de metall, sobretot de bronze, són una troballa extremament comuna als santuaris grecs com Olímpia, on s'han trobat milers d'objectes, representant sobretot animals. Es produeixen amb la tècnica de la cera perduda i poden, en general, ser considerades com l'etapa inicial en el desenvolupament de l'escultura de bronze grega. Els adorns més comuns durant el període geomètric eren cavalls i cérvols, encara que també es representaven els gossos, el bestiar i altres animals. Les figures humanes hi eren menys comunes; en algunes, s'aprecia un gravat sota la base que s'utilitzava com a segell.
La producció de petits exvots de metall va continuar en tota l'antiguitat grega. Cap al segle vii aC, les figures humanes van adquirint una estructura més fidel a l'anatomia humana. La pràctica de fer-les en buit és de principis d'aquest mateix segle, encara que el més comú era fer-les de bronze massís. En els períodes clàssic i hel·lenístic, les figures de bronze van ser més elaborades i van estar més connectades amb l'escultura monumental. N'hi ha algunes que tenen influència de Policlet. D'aquesta època hel·lenística, són les figures que representen diversos personatges amb un gran realisme i amb un més gran sentit del moviment.

## Monedes

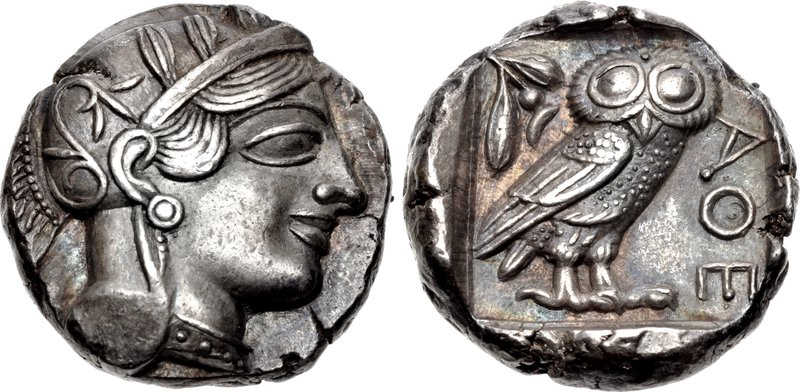
Tetradracma amb el perfil d'Atena i un mussol, c.449 aC.

Durant el període arcaic, les monedes eren petits trossos en forma de mongeta, d'or o de plata, amb dibuixos geomètrics o símbols de les ciutats d'origen; més tard, eren discs plans amb la representació del déu o dea de la ciutat d'emissió. Cap a l'any 510 aC, Atenes va començar a encunyar tetradracmes de plata, equivalent a quatre dracmes, que ja es van utilitzar en tot el món grec. Hi figurava el perfil d'Atena amb el casc a l'anvers i un mussol al revers, símbol que representava l'animal sagrat de la dea. Encara que les monedes van ser inventades al segle vii aC, no eren comunes a la major part de Grècia fins al segle v aC.
Les monedes gregues han arribat en gran quantitat als nostres dies, probablement perquè fos costum enterrar-les per evitar robatoris. D'aquesta manera, se n'ha aconseguit nombroses col·leccions. Algunes d'aquestes monedes s'han pogut datar mitjançant fets històrics, com el damarètion siracusà, encunyat després de la victòria de Cartago o la decadracma siracusana per a celebrar la victòria sobre Atenes al 413 aC. Durant l'època hel·lenística, comencen a veure's als anversos de les monedes els retrats dels governants, com el d'Alexandre el Gran i, després, el dels seus successors.

## Ceràmica

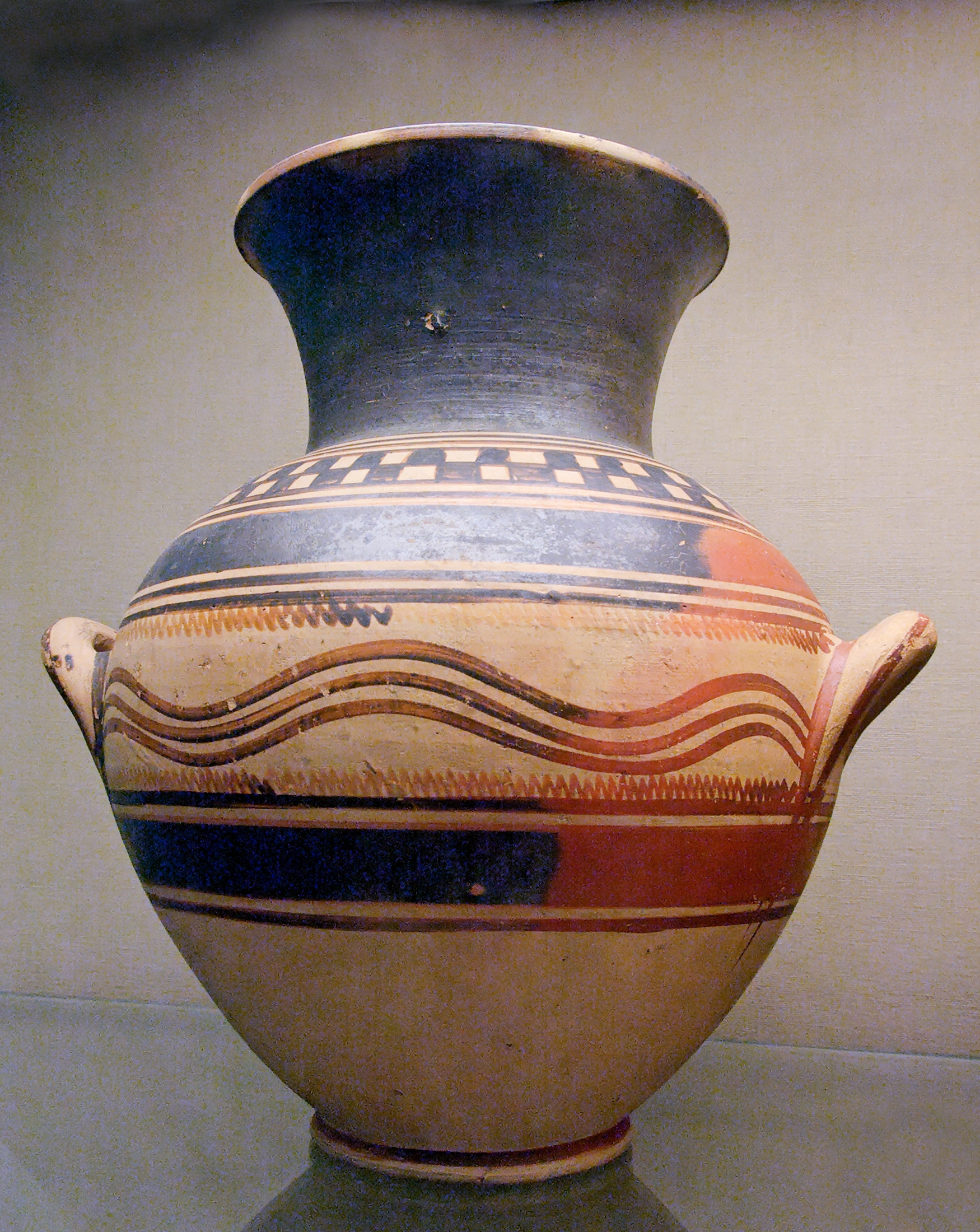
Àmfora pregeomètrica decorada amb dibuixos curvilinis, 950-900 aC.

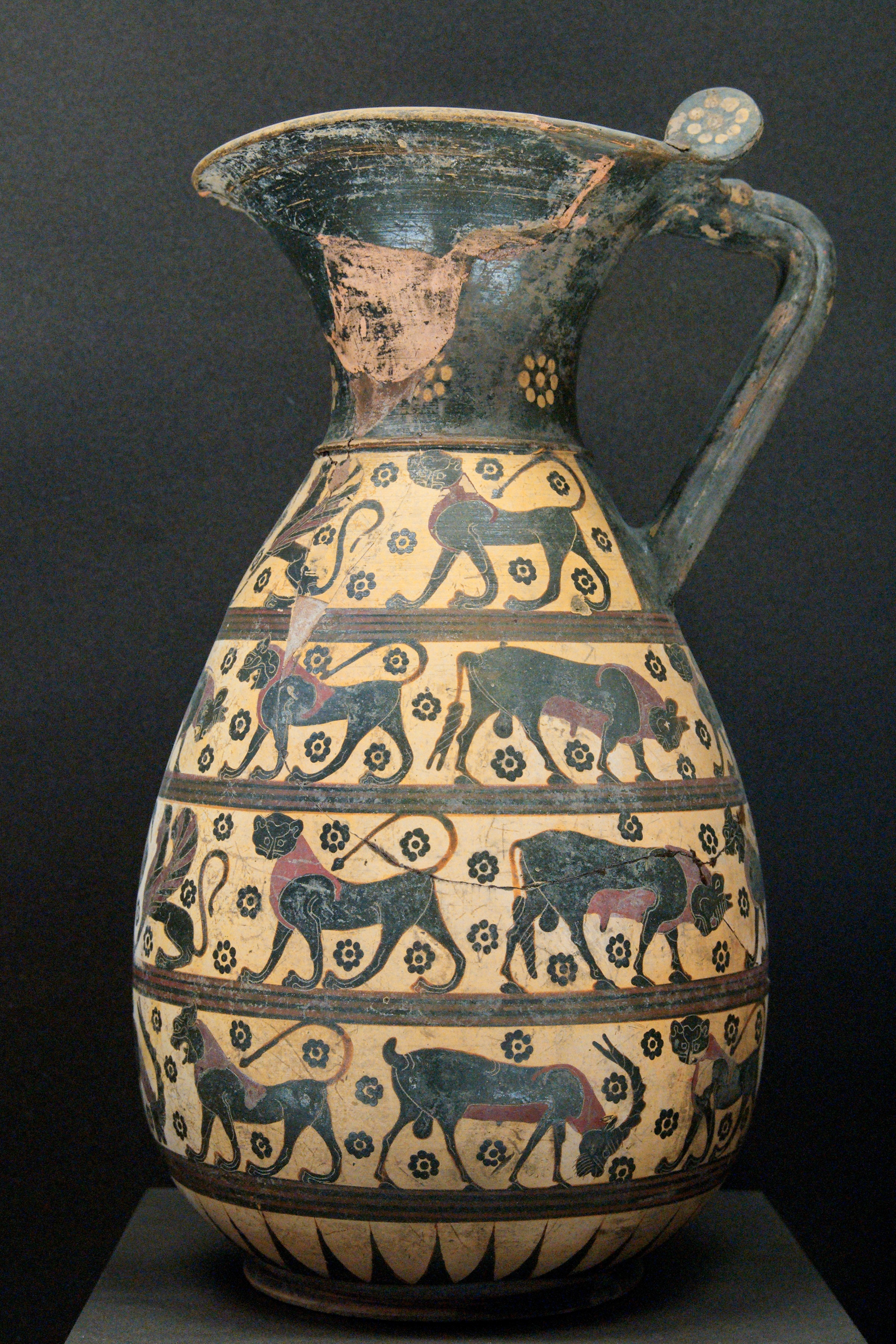
Enòcoa protocoríntia d’animals i esfinxs, 640-630 aC de Corint al Museu del Louvre.

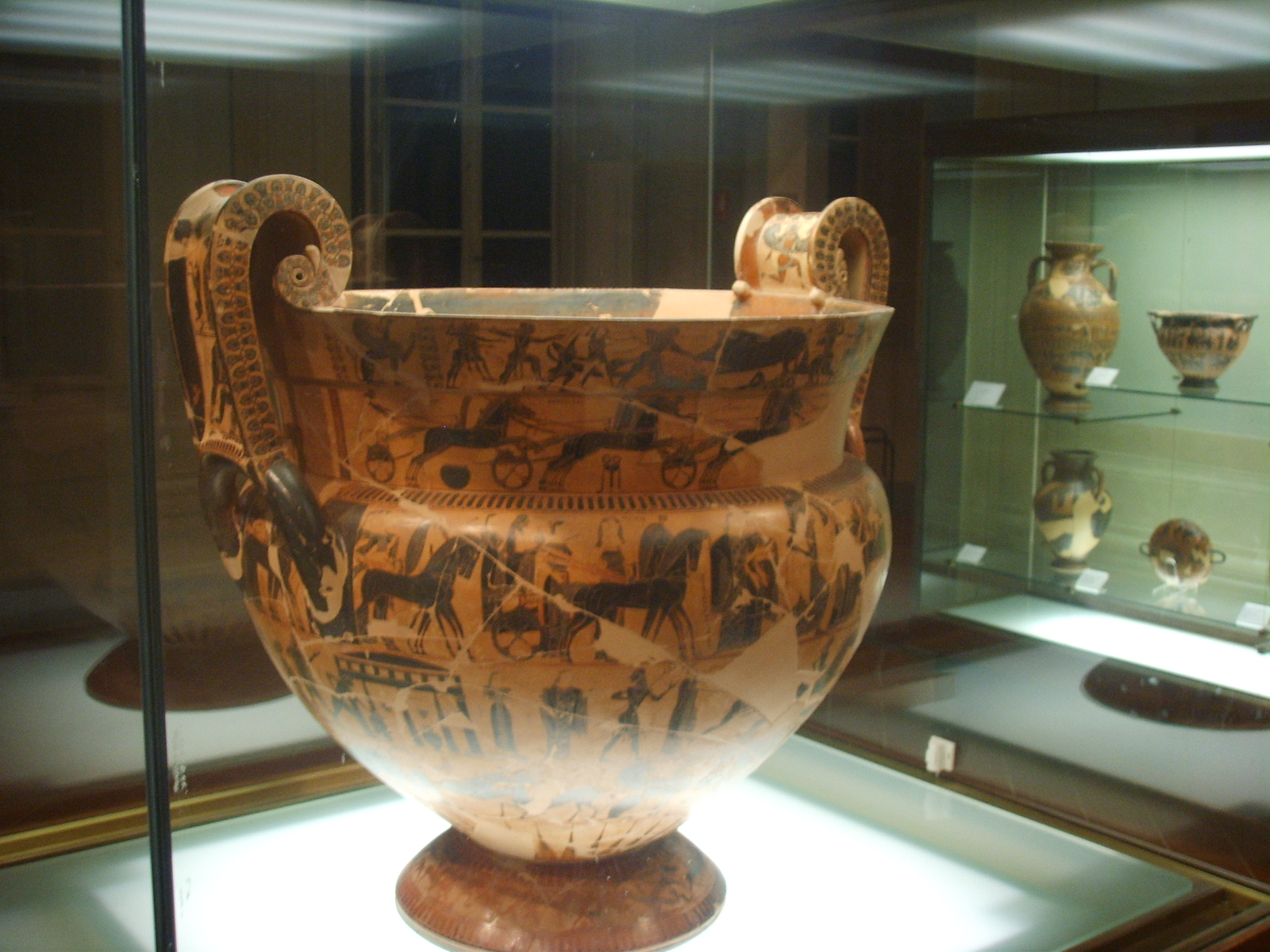
Crater de volutes, anomenat Vas François, circa 570 aC, amb figures negres.

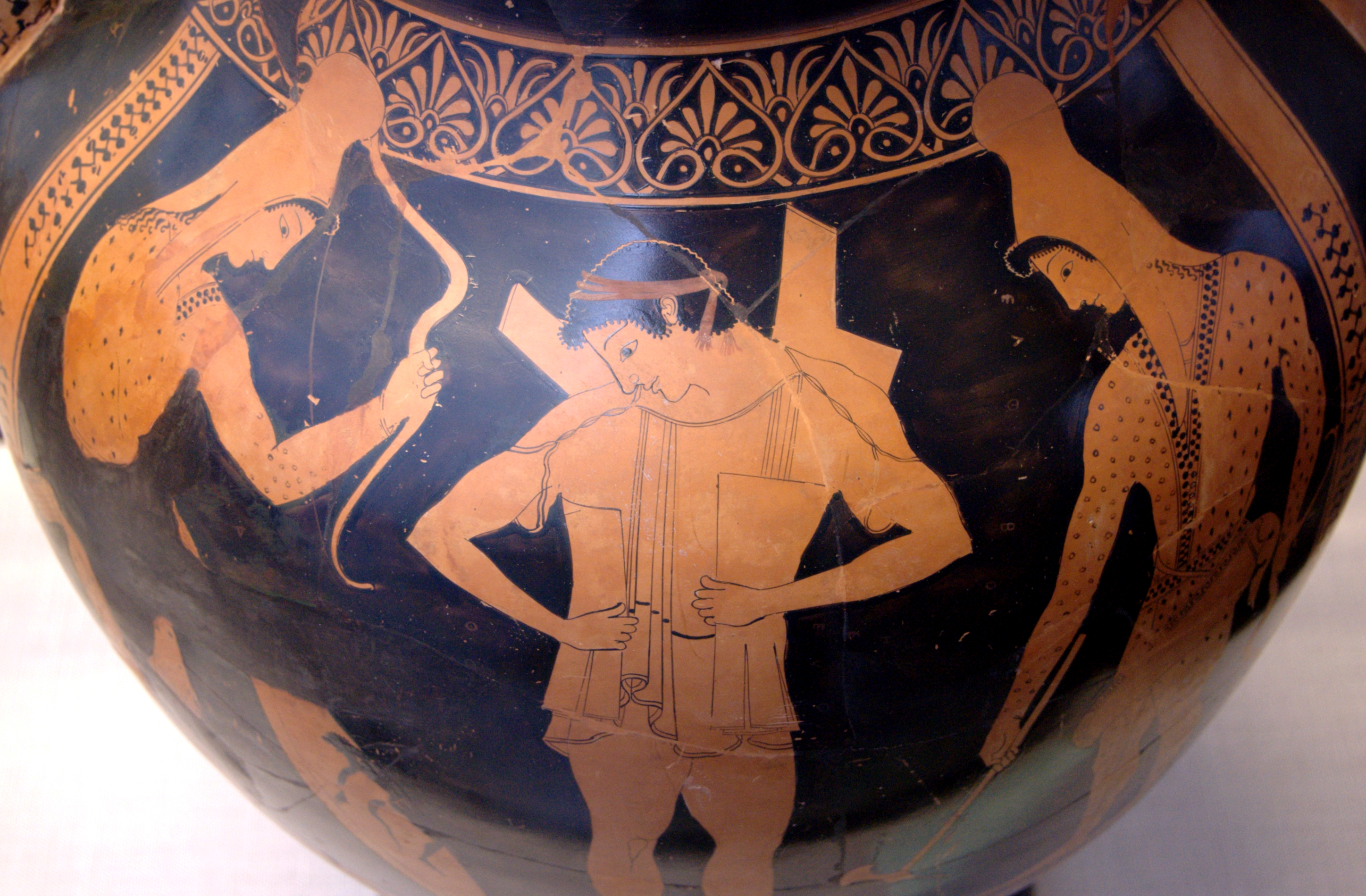
Hoplita col·locant-se l'armadura, àmfora de figures vermelles pintada per Eutímides, 510-500 aC.

La ceràmica grega ha adquirit un gran valor per a l'estudi dels diferents períodes, des del geomètric fins a l'època hel·lenística, ja que, malgrat ser un material fàcilment trencable, s'han trobat moltes peces en tombes i santuaris (així com en pous abandonats) que s'havien fet servir com a ofrena.
| Període           | A partir de l'any |
| ----------------- | ----------------- |
| Pregeomètric      | 1050 aC           |
| Geomètric         | 900 aC            |
| Arcaic            | 750 aC            |
| Figures negres    | segle VII aC      |
| Figures vermelles | 530 aC            |

Al començament, les ceràmiques es feien a base de rotlles d'argila, però en la civilització minoica ja es va introduir l'elaboració amb roda o torn. Al principi de l'art pròpiament grec, van començar a canviar els dibuixos curvilinis que encara es col·locaven amb l'estil pregeomètric del segle XI aC, per als dissenys geomètrics del període geomètric del segle x aC i el geomètric ple o arcaic, en què els dissenys més repetits van ser els de bandes en ziga-zaga, el triangle, el semicercle i la introducció de figures humanes i d'animals als segles IX aC i VIII aC.
Aquestes figures, al principi, eren només siluetes i representacions aïllades, com les trobades al Dipilon -un dels cementiris d'Atenes-, on també es van trobar atuells amb escenes de grups amb temes de la «processó dels morts», en què es veu el mort en un cadafal i envoltat de ploramorts, amb carros i processons de guerrers. De significat mitològic eren les que representaven les expedicions dels grecs i llegendes com el naufragi d'Ulisses, o vaixells enmig d'una batalla. Tots aquests dibuixos estan fets amb unes interpretacions esquemàtiques, sense perspectiva ni escorços, amb vistes de perfil i de front. Un dels atuells més importants de l'època geomètrica és «la copa de Nèstor» trobada a Ischia.
A començaments de l'època arcaica, al segle viii aC, es van fabricar àmfores i craters que tenien altures de 150 cm. Les decoracions estaven pintades amb un vernís de color marró sobre la superfície clara de l'argila, i les parts que no tenien dibuix es pintaven amb el mateix vernís fosc; en algunes, s'aprecien alguns tocs de pintura blanca.
Corint va ser un centre d'exportació de ceràmica gràcies a l'expansió iniciada sota el domini de la família Baquíada, amb la fundació de colònies a Corfú i Siracusa. La demanda de la seva ceràmica va ser molt gran en tota la Mediterrània. L'any 1931, l'historiador Payne va dividir els estils de la producció ceràmica coríntia en:
| Divisió              | A partir de l'any |
| -------------------- | ----------------- |
| Protocorinti         | 750 aC            |
| Corinti de transició | 640 aC            |
| Corinti primitiu     | 625 aC            |
| Cotinti mitjà        | 600 aC            |
| Corinti tardà        | 575 aC            |

Des dels vasos protocorintis, es va produir el pas de l'estil geomètric a l'orientalitzant, amb dibuixos de flors de lotus, rosetes, lleons, panteres, tots ordenats en frisos, amb un estil miniaturista tant en la decoració com en les formes. Els recipients més populars es van fer per contenir perfums o guardar joies.
En la tècnica de les «figures negres», la decoració és en color negre sobre fons vermell i les siluetes es perfilaven amb una punta de metall o d'os, amb la qual es descobria el color natural de l'argila. Aquest sistema de decoració es va introduir a Corint cap a l'any 700 aC. Els artistes àtics van obtenir una gran originalitat en aquesta tècnica amb els vasos anomenats protoàtics entre els anys 630-620 aC fins al segle v aC, en què es van introduir les figures negres i vermelles. Un dels pintors que va treballar a Atenes amb la tècnica de les figures negres va ser Exequias, i deixà la seva signatura en algun dels seus treballs circa 550 aC; aquesta era una pràctica comuna per part de molts terrissaires com Sòfilos, Nicòstenes, Clíties i Ergòtim, entre d'altres. Un dels vasos més importants és el Vas François de circa 570 aC, que és un crater amb volutes i signat per Ergòtim com a terrissaire i Cleitas com a pintor; la seva decoració està realitzada amb sis bandes o frisos de temes mitològics centrats en la història d'Aquil·les, es conserva al Museu Arqueològic Nacional de Florència.

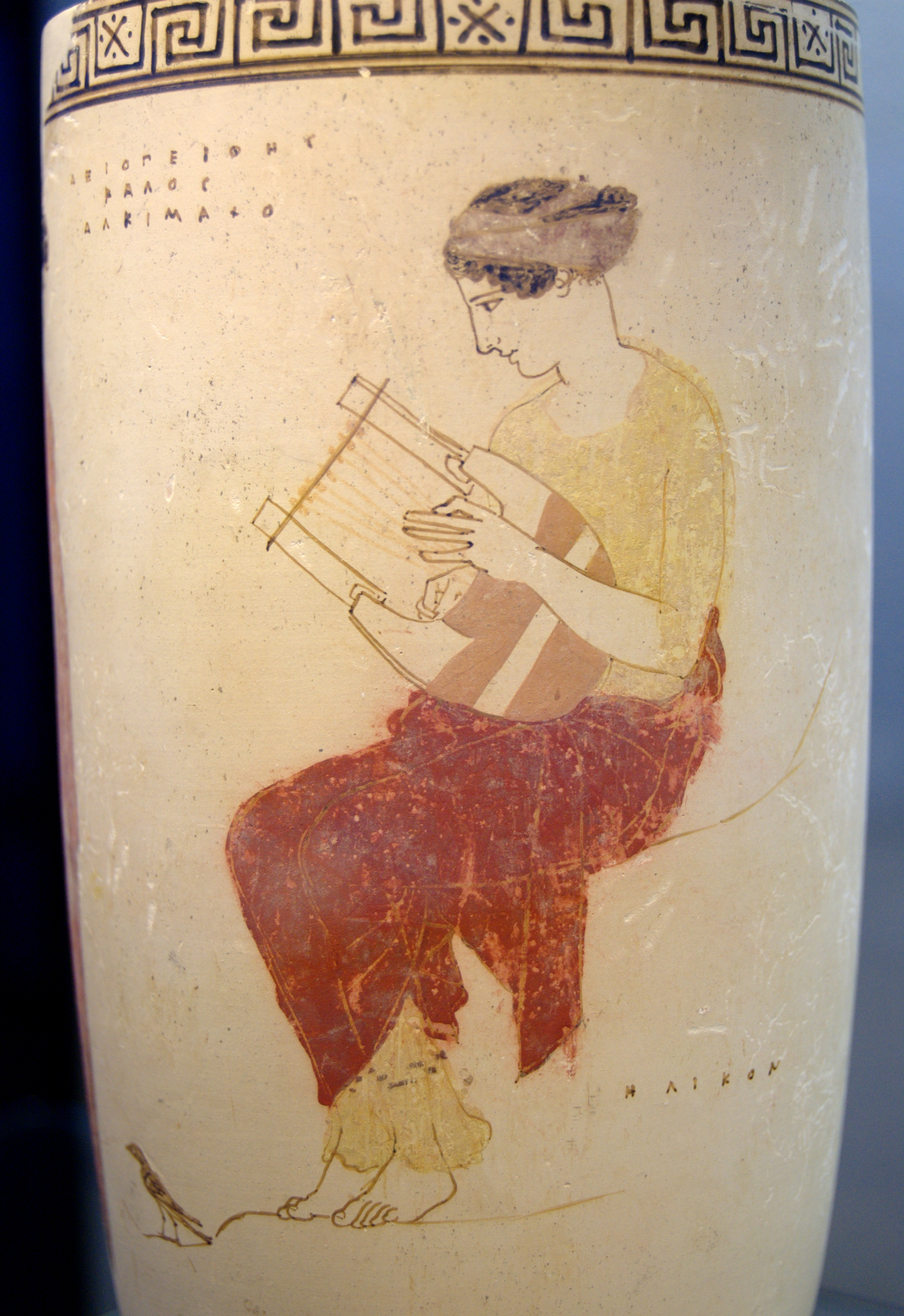
Detall de ceràmica de fons blanc, c. 430 aC.

Durant els últims anys del tirà Pisístrat, es va realitzar la ceràmica de «figures vermelles» cap al 530-520 aC; es va utilitzar sola o en combinació amb les «figures negres», i un dels seus pintors més famosos va ser l'anomenat pintor d'Andócides; tots els detalls eren pintats a pinzell i no gravats com en anys anteriors; Eufroni va pintar, amb una gran precisió de dibuix i amb detalls molt minuciosos, l'anatomia dels personatges, afegint en alguns casos el nom dels personatges representats. Eutímides va pintar grans gerros al segle vi aC, representant unes escenes amb històries completament articulades, la seva consciència que estava fent una gran creació queda clara amb la inscripció que va realitzar en una àmfora dirigida al seu rival, pintor també de ceràmiques, Eufroni: «Com mai no va pintar Eufroni». Cap a l'any 490 aC, va destacar l'anomenat pintor de Berlín, que acostumava a pintar les seves figures sobre un fons completament negre, on ressaltava la seva precisió en el dibuix.
En l'època hel·lenística, es van abandonar els estils de les figures negres i vermelles per una altra tècnica, la decoració en relleu, amb temes com el d'Hèracles i pintades les figures en diversos colors. En aquests últims períodes, les representacions eròtiques, heterosexuals o pederàstiques van ser molt comunes. La ceràmica del vessant occidental, anomenada així per les descobertes al costat occidental de l'Acròpolis d'Atenes, estava pintada amb un fons de color torrat i pintura blanca amb decoracions senzilles. Si en la cocció no s'aconseguien els colors desitjats, es pintaven després, per la qual cosa els colors eren menys duradors.

## Pintura i mosaic

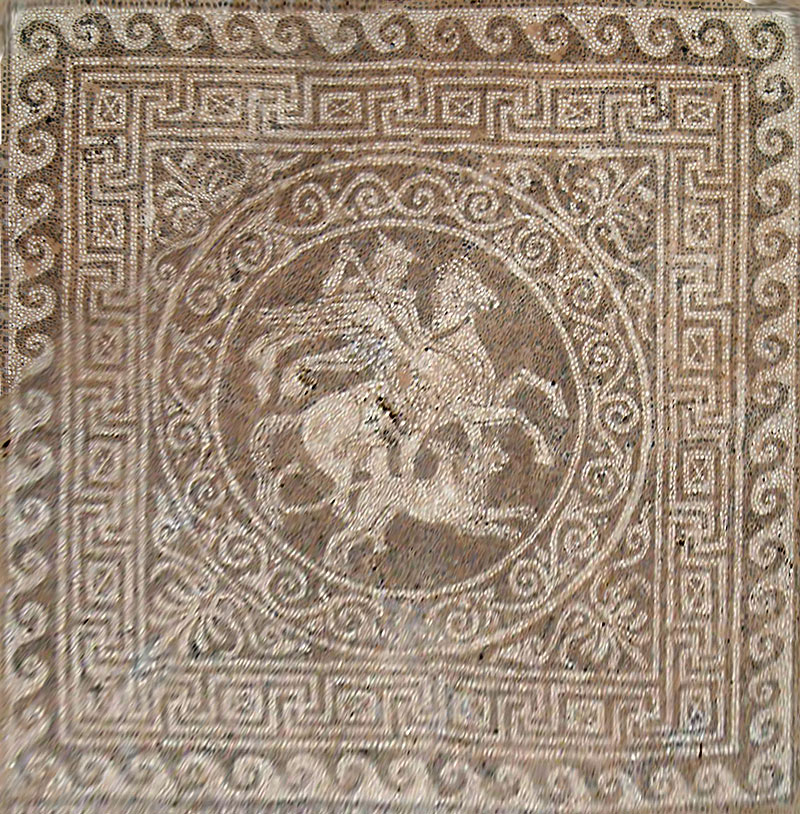
Mosaic que representa Bel·lerofont matant la Quimera, muntant el seu cavall alat Pegàs, en una casa de la ciutat antiga d'Olint.

La major part de la pintura antiga grega ha desaparegut; tanmateix, de les èpoques arcaica i hel·lenística, queden mostres de petits fragments realitzats sobre taules de fusta, làpides sepulcrals, pintures murals, mètopes d'edificis i mosaics, que encara que són realitzats amb diferent tècnica, les composicions són semblants. Es tenen, a més a més, les descripcions generals de Plató i Aristòtil. En la Història Natural de Plini el Vell, descriu els principals pintors i, finalment, Pausànies relata amb gran detall els murals als antics temples i alguns edificis públics que, fins i tot, va poder observar personalment al segle ii i que relata en la seva gran obra Descripció de Grècia. Entre les obres que descriu, en la seva visita a Delfos, hi ha la Iliupersis o Caiguda de Troia i la Nekia o Visita d'Ulisses a l'Hades.
Vitruvi descriu els decorats per a estrenes de les tragèdies d'Èsquil i en posa com a autor Agatarcos d'Atenes. Afirma que la perspectiva lineal es va descobrir (encara que incompleta) durant el segle v aC. En les ceràmiques d'aquesta època, es poden verificar aquestes afirmacions.

En els primers temps de l'antiga Grècia, la pintura era semblant a l'egípcia, amb figures de perfil i pintures de colors plans de tons vermell, blau, negre, blanc, groc i verd. Cap al segle v aC, va començar a representar-se amb una mica de perspectiva i algun escorç, van començar a mesclar-se els colors per obtenir diversos tons i ombres.

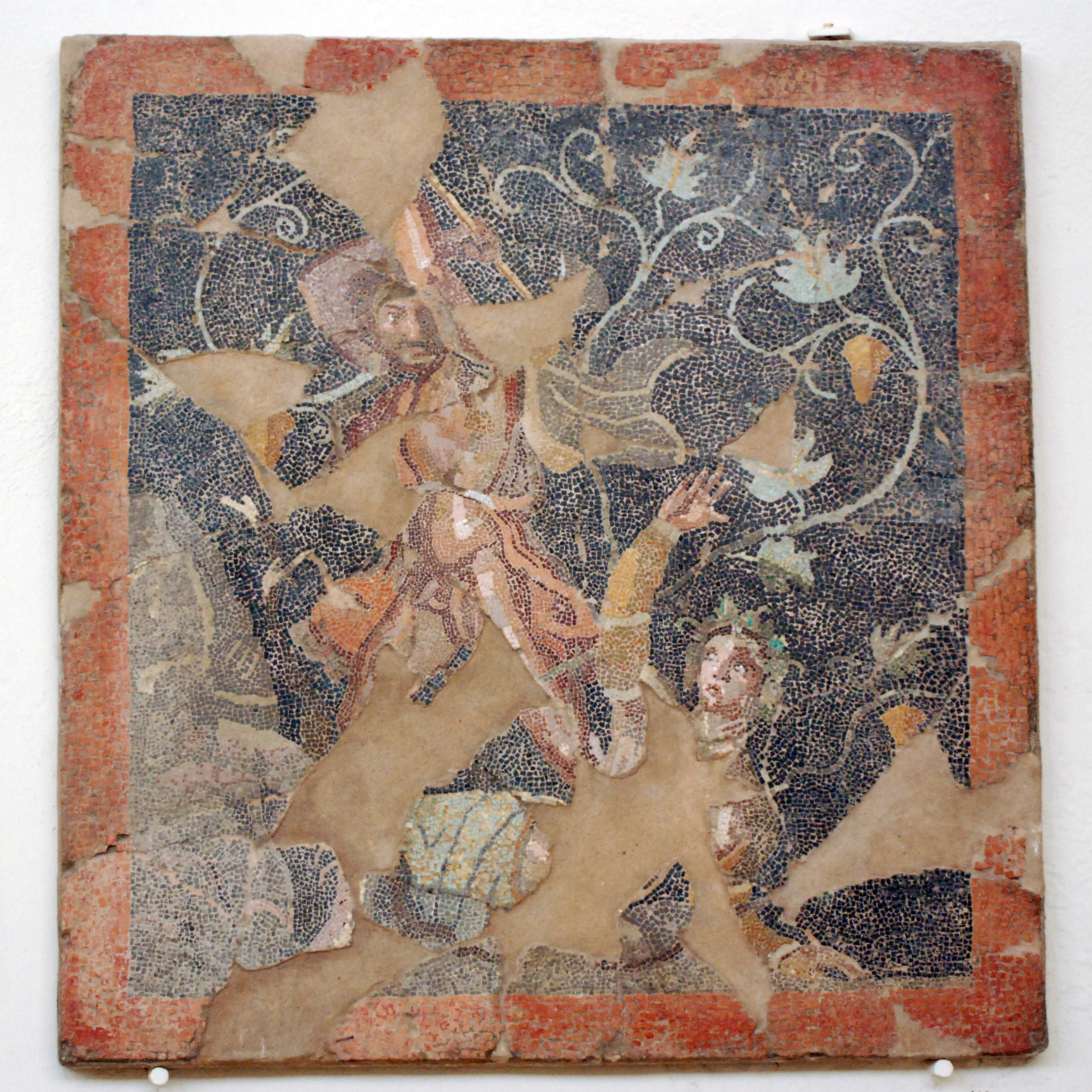
El rei de Tràcia, Licurg, es prepara per matar Ambrosie. Mosaic grec a Delos de final del.

 Les mètopes de terracota del segle vii aC de Termos són de temes mitològics. S'han trobat diverses làpides àtiques del segle vi aC amb uns colors en vermell i negre. Unes petites planxes de fusta de mitjan segle vi aC procedeixen d'una cova de Sició, amb inscripcions en lletra coríntia. Els originals de pintura del segle v aC i segle iv aC pràcticament han desaparegut. El millor pintor de l'època va ser Polignot de Tassos, amb obres pintades per a diferents edificis d'Atenes, Delfos, Platea i Tèspies. Al costat seu, va treballar el pintor Micó d'Atenes en la decoració del temple dels Dioscurs. Diversos són els pintors dels quals es tenen notícies, entre ells, Eupomp i el seu deixeble Pàmfil d'Amfípolis, Agatarcos de Samos, Nicòmac de Tebes, Antídot, Pàusies, Eufranor d'Atenes, Cídies i Nícies.
El mosaic s'emprava en tot el món antic per a la decoració d'interiors. Dos tipus de mosaics es van realitzar i van marcar la seva tècnica de desenvolupament: el dels còdols, que utilitzava pedres naturals (normalment de riu) de pocs centímetres i que conservaven la forma i el color natural, amb mostres trobades a Olint, a Pel·la, a la ciutat-palau d'Eges a Macedònia, datats de la primera meitat del segle iv aC. El mètode amb tessel·les de marbre i vidre de colors diversos i tallats a mida va anar substituint a poc a poc l'anterior, les tessel·les de més gran mida s'usaven per als dibuixos geomètrics, mentre les més petites servien per representar escenes figurades. De la fi del segle ii aC i principis del segle i aC són els mosaics de Delos, on en van aparèixer un gran nombre, amb variacions de dibuixos de màscares, dofins i quadrigues i amb representacions mitològiques.

## Música

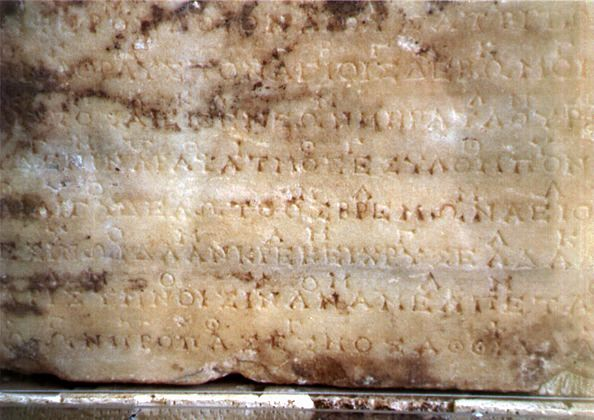
Segon himne a Apol·lo gravat en un costat del tresor dels atenesos a Delfos, és el primer exemple conegut de notació musical de la història. Museu Arqueològic de Delfos.

La música de l'antiga Grècia es trobava en tots els actes de la societat, celebracions, funerals, teatre i en balades de poemes èpics. La música grega era essencialment homòfona, com totes les músiques de l'antiguitat. La funció de la música estava, en certa manera, vinculada a la mitologia: Amfió va aprendre la música d'Hermes, i després va construir Tebes fent servir una lira d'or, amb la qual podia col·locar les pedres a lloc, tan sols amb el so que emetia. Orfeu, el mestre de música, tocava la lira amb tal mestria que podia fer dormir les bèsties, i el mite de la creació de l'orfisme mostrava la creació mitjançant un mite en el qual Rea tocava un tambor, cridant l'atenció dels homes sobre els oracles de la dea. També, Hermes mostrava a Apol·lo la seva lira acabada d'inventar amb la closca d'una tortuga, o les mateixes victòries musicals d'Apol·lo sobre Marsias i Pan.
Es conserven una seixantena de fragments musicals grecs, transmesos essencialment en papirs d'època grecoromana trobats a Egipte. Han sobreviscut poques peces íntegres, com el denominat Epitafi de Seikilos (segle ii aC), alguns himnes de Mesomedes de Creta, músic habitual de l'emperador Hadrià. Queden trenta-set notes de l'Orestes d'Eurípides, i prop d'unes vint notes d'Ifigènia a Áulide, del mateix autor. Entre les peces fragmentàries, les més importants són els Himnes de Delfos, dos himnes del segle ii aC descoberts el 1893-1894 per Théodore Reinach. Hi ha moltes referències que indiquen que la música era una part integral de la percepció grega de com la seva ètnia havia estat creada i de com els seus destins continuaven controlats i observats pels déus. Per aquest motiu, no és cap sorpresa que la música fos omnipresent en els Jocs pítics, els Olímpics, les cerimònies religioses, activitats lúdiques, i també en els començaments dels drames amb el ditiràmbic, lírica coral dedicada al déu Dionís.

## Metal·lúrgica ornamental

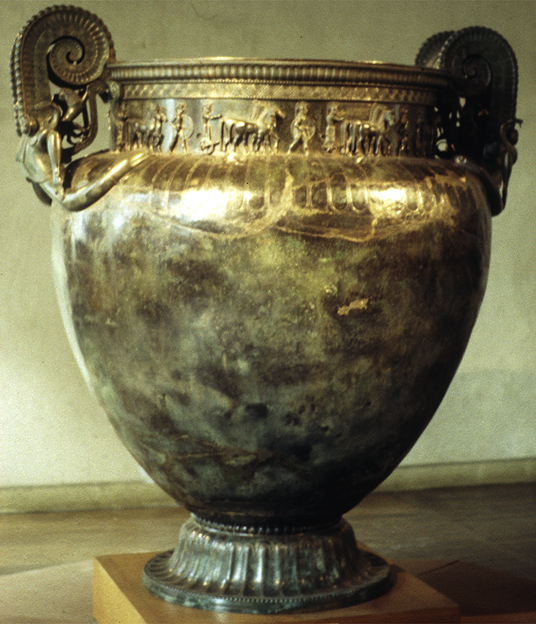
Crater de Vix, de bronze, trobat el 1953 i datat del 510 aC.

La majoria de la tècnica de la metal·lúrgica es va utilitzar per a realitzar objectes utilitaris que es decoraven amb petites estàtues, dissenys gravats o relleus. Es van utilitzar els metalls d'aliatges de bronze, plata i or.
Plini el Vell dona una llista de noms dels orfebres des del segle v aC, entre els quals destaquen Fídies i Policlet; conta també que:
| «                            | després de la victòria sobre Antíoc III, Escipió es va endur a Roma atuells d'or i plata amb un pes total de milers de quilos. | » |
| — XXXIII, 148, Plini el Vell | |   |

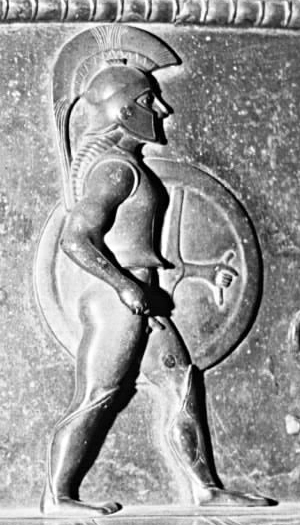
Detall d'un guerrer hoplita al fris de l'atuell de Vix.

Entre les tècniques emprades, hi ha el repussat, el modelat a base de cops sobre motlle, l'estampat amb encuny i, ja en l'època hel·lenística, el buidatge per a treure còpies de les peces originals. També va ser freqüent la col·locació d'incrustacions de pedres de colors, ivori i vidre.
S'han trobat part d'armadures amb relleus de monstres i animals de marcat estil oriental i alguns amb escenes egípcies, com en un plastró d'Olímpia del 650 aC. D'aquest mateix lloc, procedeixen diversos caps de grius, que adornaven les vores de les calderes de bronze.
Les plaques per a escuts acostumaven a tenir representacions d'escenes sobre Hèrcules o històries sobre Teseu i Perseu. Es conserven gran nombre de diferents models d'atuells, així com copes, plats i bols. Mostra de les importacions comercials és un dels atuells de bronze més importants i de gran dimensió, 1,64 metres d'altura i 1,27 de diàmetre: és un cràter de volutes, trobat en una tomba a Vix (França), juntament amb altres objectes de plata i bronze; està decorat al coll amb un fris de guerrers i quadrigues i a les nanses amb meduses, lleons i altres animals. Uns altres objectes realitzats en rodones de bronze brunyit foren els miralls, que en l'època arcaica tenien els mànecs en forma de figuretes semblants a les koroi i que, més endavant, es van subjectar sobre una base, de manera que es mantenien drets i, cap al 450 aC, la figura de la dona va canviar a un modelatge més perfecte, i anava vestida amb el pèplum.